# UNESCO-Sammlung repräsentativer Werke
Die UNESCO-Sammlung repräsentativer Werke (engl. UNESCO Collection of Representative Works oder UNESCO Catalogue of Representative Works; frz. Collection UNESCO d’œuvres représentatives) war ein Übersetzungsprojekt der Organisation der Vereinten Nationen für Erziehung, Wissenschaft und Kultur, das im Zeitraum von 1948 bis 2005 durchgeführt wurde.
Ziel des Projekts war die Übersetzung von Meisterwerken der Weltliteratur hauptsächlich aus weniger verbreiteten Sprachen in weitverbreitete Sprachen wie Englisch, Französisch, Spanisch und Arabisch. Ursprünglich wurde das Projekt 1948 eingerichtet, um arabische Werke in genannte westliche Sprachen zu übersetzen und westliche Werke ins Arabische. 1949 wurde dies auf die lateinamerikanische Literatur ausgedehnt, 1950 auf italienische und persische Werke und 1952 auf die chinesische, indische und japanische Literatur. Das Projekt wurde ins Leben gerufen, um die bedeutendsten literarischen Werke der Welt in einer globalen Liste von Meisterwerken zu vereinen, und so die interkulturelle Verständigung zu fördern und dazu beizutragen, die Grundlagen für einen dauerhaften Weltfrieden zu schaffen.
Bis 2005, als das Projekt eingestellt wurde, erschienen 1060 Übersetzungen.

## A
- 44 Hungarian Short Stories. Trans. from the Hungarian by a board of scholars; selection by Lajos Illés; preface by C. P. Snow
- A Certain Woman [Aru onna] - Takeo, Arishima. Introduction by Kenneth Strong
- A Collection of Tales from Uji [Uji Shui Monogatari]. A study and trans. from the Japanese by D. E. Mills
- A Dark Night's Passing [Anya koro] - Shiga, Naoya
- A Death in Delhi. Modern Hindi Short Stories
- A Discourse of Three Drunkards on Government [Sansuijin Keirin Mondo] - Nakae Chōmin. Introduction by Nobuko Tzukui and Jeffrey Hammond. 1984
- A Gamble with Death [Jocul cu moartea] - Stancu, Zaharia
- A la recherche des esprits (Récits tirés du Sou Shen Ji) - Gan Bao
- A Pilgrimage to the Himalayas and Other Silhouettes from Memory [Smriti ki Rekhyan] - Varma, Mahadevi. Introduction by Radhika Prasad Srivastava and Lillian Srivastava
- A Portion in Paradise and Other Jewish Folktales. Compiled by H. M. Nahmad
- A Remarkable Aerial Voyage and Discovery of a New Planet [Kort verhaal van eene aanmerklijke luchtreis en nieuwe planeetontdekking] - Bilderdijk, Willem. Introduction by Paul Vincent; afterword by Luk de Vos
- A Season on the Earth. Selected Poems - Nirala
- A Strange Attachment and Other Stories - Bandyopadhyay, Bibhutibhushan
- A Tagore Reader - Tagore, Rabindranath
- A tenger törvénye [Chemmeen] - Pillai, T. Sivasankara
- A Turn of the Wheel [L-Istramb] - Friggieri, Oliver. Introduction by Grazio Falzon and Konrad Hopkins
- A Visit to Spain and North Africa, 1862 [I Spanien] - Andersen, Hans Christian. Introduction and notes by Grace Thornton
- Adán Buenosayres - Marechal, Leopoldo. Preface by Julio Cortázar
- Adriana Buenos Aires - Fernández, Macedonio
- Aesthetic as Science of Expression and General Linguistic [Estetica come scienza dell'espressione e linguistica generale] – Croce, Benedetto
- Al athâr ash-shi'riyya [Œuvres poétiques] – Rimbaud, Arthur. Prefaces by Alain Jouffroy and Alain Borer
- Al-'aqd ul-igtima' iyyu aw mabadi' ul-huquq is-siyasiyyah [Du contrat social ou principes du droit politique] – Rousseau, Jean-Jacques
- Al-i'tirafat [Les confessions] - Rousseau, Jean-Jacques. Introduction by Khalil Ramez Sarkis
- Al-Mazini's Egypt. Midu and his Accomplices. Return to a Beginning. The Fugitive. - Al-Mazini, Ibrahim Abd al-Qadir. Introduction by William Hutchins
- Al-munadulugiya   Die Monadologie – Leibniz, Gottfried Wilhelm
- Al-Sirun-Ashiq [Un captif amoureux] - Genet, Jean
- Al-Tatawur al-mubdi' [L'évolution créatrice] - Bergson, Henri
- Alexander the Great [Megas Alexandros] - Kazantzakis, Nikos. Preface by Theodora Vasils
- Amegbetoa ou les aventures d'Agbezuge [Amegbetoa] - Obianim, Sam. Introduction and translation by Agbeko Amegbleame, with the collaboration of Yawovi Ahiavee and Agbota Zinzou
- Ames masquées [Sjarlanas maskerad] - Lagerkvist, Pär. Preface by Régis Boyer
- Amita - Yashpal
- An Anthology - Hedayat, Sadeq
- An Anthology - Sunthorn Phu
- An Anthology of Chuvash Poetry. Comp. and introduction by Guennady Aygi
- An Anthology of Sanskrit Court Poetry
- An Anthology of Sinhalese Literature of the Twentieth Century. Selected by the National Commission of Sri Lanka for UNESCO; introduction by C. H. B. Reynolds
- An Elusive Eagle Soars - Anthology of Modern Albanian Poetry. Introduction by Robert Elsie
- An Introduction to Persian Literature - Levy, Reuben
- An Outline of a Theory of Civilization [Bummeiron no Gairyaku] - Fukuzawa, Yukichi
- Ancient Monuments [Vem älskar Yngve Frej?] - Claesson, Stig
- And Then [Sorekara] - Natsume, Soseki. Afterword and selected bibliography by Norma Moore Field
- Andrés Bello : naissance d'une pensée latino-américaine - Bello, Andrés. Foreword by Paul Verdevoye
- Angels on the Head of a Pin [Angely na Konchike igly] - Yuri Druzhnikov. Translated from the Russian by Thomas Moore
- Angoisse [Angústia] - Ramos, Graciliano
- Anthem of the Decades. A Zulu Epic [iNhlokomo yeMinyaka] - Kunene, Mazisi
- Anthologie de la nouvelle latino-américaine - Multiple authors
- Anthologie de la poésie biélorusse. Au pays des poètes - Multiple authors. Foreword by Ouladzimir Gnilamedav
- Anthologie de la poésie chinoise classique - Multiple authors. Selection by Andre d'Hormon; foreword by Paul Demiéville
- Anthologie de la poésie coréenne - Multiple authors. Selection by Peter Hyun et Hisik Mine
- Anthologie de la poésie ibéro-américaine - Multiple authors. Foreword by Ventura Garcia Calderón
- Anthologie de la poésie japonaise classique - Multiple authors. Foreword and commentaries by G. Renondeau
- Anthologie de la poésie mexicaine - Multiple authors. Selection, commentaries and foreword by Octavio Paz
- Anthologie de la poésie nordique ancienne, des origines à la fin du Moyen Age - Multiple authors. Foreword by Renauld-Krantz
- Anthologie de la poésie persane - XIe - XXe siècle - Multiple authors. Selection, foreword and notes by Z. Safâ
- Anthologie de la poésie romantique brésilienne. Introduced by Didier Lamaison and preface by Alexei Bueno
- Anthologie de la poésie suédoise. Selection, introduction and notes by Jean-Clarence Lambert
- Anthologie de la poésie tchèque et slovaque - Multiple authors. Foreword by Jacques Gaucheron
- Anthologie de la poésie vietnamienne. Le chant vietnamien - dix siècles de poésie - Multiple authors
- Anthologie de la prose finlandaise - Multiple authors. Foreword by Georges-Emmanuel Clancier
- Anthologie de la prose yougoslave contemporaine - Multiple authors. Foreword by Jean Cassou
- Anthologie de nouvelles biélorusses - Multiple authors. Foreword by Ivan Navoumenka
- Anthologie de nouvelles bulgares - Multiple authors. Foreword by Ilia Volène
- Anthologie de nouvelles du Bangladesh - Dans le sang et la rosée. Introduction by Noëlle Garnier
- Anthologie de nouvelles du Bangladesh. Dans le sang et la rosée. Introduction by Noëlle Garnier
- Anthologie des chansons populaires grecques - Multiple authors. Notes by Jean-Luc Leclanche; foreword by Georges C. Spyridakis and Dimitri A. Petropoulos
- Anthologie nahuatl : témoignages littéraires du Mexique indigène - Multiple authors
- Anthologie personnelle, 1950-1980 - Sopov, Aco. Introduction by Ante Popovski; adaptation and postface by Edouard J. Maunick
- Anthology of Chinese Literature from Early Times to the Fourteenth Century - Cyril Birch, Donald Keene
- Anthology of Contemporary Romanian Poetry
- Anthology of Japanese Literature from the Earliest Era to the Mid-nineteenth Century
- Anthology of Korean Literature. From Early Times to the Nineteenth Century
- Anthology of Korean Poetry. Selected by Peter H. Lee; foreword by Norman Holmes Pearson
- Anthology of Mexican Poetry. Comp. by Octavio Paz; preface by C. M. Bowra
- Anthology of Sinhalese Literature up to 1815. Preface by E. F. C. Ludowyk
- Anthology of Sorbian Poetry from the Sixteenth Century to the Present Day. A Rock Against These Alien Waves
- Antología de la Paz. 1948-1998 Quincuagésimo Aniversario de la Declaración Universal de los Derechos Humanos
- Antología de la poesía húngara desde el siglo XIII hasta nuestros días. Selection and introduction by Eva Toth
- Antología de la poesía italiana contemporánea. Selection and introduction by Horacio Armani
- Antología poética - Seferis, George. Selection and introduction by P. Ignacio Vicuña
- Antología poética. Cultura francesa y culturas hispánicas/Anthologie poétique. Cultures hispaniques et culture française - Multiple authors. Selection by Bernardo Schiaretta
- Apples of Immortality; Folk-Tales of Armenia
- Arde el mar/Mer embrasée. Choix de poèmes de 1963 à 1973 - Gimferrer, Pere. Introduction by Roger Noël-Mayer
- Ariadne's Thread: Polish Women Poets: K. Iłłakowiczówna, M. Pawlikowska-Jasnorzewska, A. Świrszczyńska, A. Kamieńska, Wisława Szymborska, Urszula Kozioł, H. Poświatowska and Ewa Lipska. Introduction by Susan Bassnett and Piotr Kuhiwczak
- Ars Amandi d'un Morisque de Tunis
- Arte de la lengua mexicana - Olmos, Fray Andrés de introduction by Asención Portilla and Miguel León-Portilla
- Arte y vocabulario de la lengua guarani - Ruiz de Montoya, Antonio. Introduction, transliteration and notes by Silvio M. Liuzzi
- As-siyasiyyat [Politica] - Aristote. Introduction and notes by Augustin Barbara
- Asl ut-taf awut baïn an-nas [Origine de l'inégalité parmi les hommes] - Rousseau, Jean-Jacques
- Atheis - Mihardja, Achdiat
- Atipa - Parepou, Alfred. Introduction by Lambert Félix Prudent
- Au cabaret de l'amour. Paroles - Kabir. Preface and notes by Charlotte Vaudeville
- Au coeur du vent, le mystère des chants bâuls. Les Bâuls du Bengale - Multiple authors. Texts collected and introduced by Aurore Gauer; foreword by Jean-Claude Marol
- Au-delà du Nil - Hussein, Taha
- Aus dem Diwan Dīwān - Rumi, Jalal-Al-Din
- Aus dem Diwan - Saadi
- Autobiographie du voleur de feu - Al Bayati, Abdelwahab
- Avec cette neige grise et sale [Hoesaek nunsaram] - Ch’oe Yun
- Aventures de voyage en pays Maya : 2. Palenque, 1840 [Incidents of travel in Central America, Chiapas and Yucatan] - Stephens, John Lloyd. Notes by Claude Baudez
- Aventures de voyage en pays maya. Copan, 1839 [Incidents of travel in Central America, Chiapas and Yucatan] - Stephens, John Lloyd. Preface and notes by Claude Baudez
- Aventures merveilleuses sous terre et ailleurs de Er-Töshtük, le géant des steppes - Multiple authors. Foreword and notes by Pertev Boratav and Louis Bazin
- Avimaraka. Love's Enchanted World – Bhasa

## B
- Back to Heaven. Selected Poems - Cheon Sang-byeong
- Bandarshah - Salih, Tayeb. Notes by Denys Johnson-Davies
- Basic Writings of Mo Tzu, Hsün Tzu and Han Fei Tzu
- Bengalische Erzählungen
- Book of My Mother [Le livre de ma mère] - Cohen, Albert. Foreword by David Coward
- Botchan - Natsume, Soseki
- Buddhist Legends [extracted from Dhammapada commentary]
- Buddhist Mahayana Texts
- Buddhist Suttas
- Burmese Proverbs
- Bi-Yän-Lu Meister Yüan-Wu's Niederschrift von der Smaragdenen Felswand [Hekigamoku]

## C
- Cantaclaro : cavalier errant [Cantaclaro] - Gallegos, Rómulo
- Canti. Œuvres morales [Operette morali] - Leopardi, Giacomo. Introduction by J.-M. Gardair
- Carnet de femme - Al'Othman, Layla
- Cartas de una peruana [Lettres d'une péruvienne] - Grafigny, Françoise de. Postface and bibliographic notes by Colette Piau-Gillot
- Célébration de la grande déesse [Devi-Mahatmya]. Commentaries by Jean Varenne # Devi Mahatmya
- Cent deux poèmes indonésiens (1925-1950) - Multiple authors. Foreword by R. Prijono
- Céramiques [Ceramicà] - Sorescu, Marin. Preface by Nicolae Balota
- Ch'u Tz'u: The Songs of the South: An Ancient Chinese Anthology - Ch'u Tz'u
- Chansonnier des preux albanais. Foreword by Zihni Sako
- Chants à Kali - Ramprasad. Introduction and notes by Michèle Lupsa
- Chants mystiques de Mirabai [Mirabai ki padavali] - Mirabai. Commented by Nicole Balbir
- Chants-poèmes des monts et des eaux. Anthologie des littératures orales des ethnies du Viêtnam. Translated and adapted by Mireille Gansel ; foreword by Georges Condominas
- Chemmeen - Pillai, T. Sivasankara. Introduction by Santha Rama Rau
- Chevaux blancs dans la nuit [Nochtem s belite kone] - Vejinov, Pavel
- Childhood [Infáncia] - Ramos, Graciliano. Introduction by Ashley Brown
- Children in the Wind [Kaze no naka no kodomo] - Tsubota Jōji
- Chinesische Dichter der Tang-Zeit
- Chinesische Geschichten aus dem 17. Jahrhundert. Liao-Chai Chih-i - P'u Sung-Ling
- Chiquinho - Baltasar Lopes da Silva
- Choix de Jataka. Extraits des vies antérieures du Bouddha
- Choix de nouvelles - Djamalzadeh, Mohammad-Ali. Introduction by Henri Massé
- Choix de poèmes - Ady, Endre. Introduction by György Rónay
- Choix de poèmes - Taras Schewtschenko. Introduction by Alexandre Deitch and Maxime Rylski
- Choix de poèmes - Grimsson, Stefan Hördur. Introduction by Régis Boyer
- Chronique d'une cité [To chroniko mias politias] - Prévélakis, Pandélis. Introduction by André Chamson
- Chronique du chercheur/Tarikh-el-Fettach - Mahmoud Kati Ben El-Hadj El-Motaouakkel Kati # web
- Chronique indiscrète des mandarins [Jou-lin wai-che] - Wou King-tseu. Introduction by André Lévy
- Chuang Tzu. Basic Writings - Chuang Tzu
- Chushingura. The Treasury of Loyal Retainers - Miyoshi Shoraku; Namiki Senryu; Takeda Izumo
- Cinq amoureuses [Koshoku gonin onna] - Ihara, Saikaku. Preface and notes by Georges Bonmarchand
- Cinq cents contes et apologues extraits du Tripitaka chinois [Tripitaka]
- Cinq tragédies : Gisbert d'Amstel, Joseph à Dothan, Lucifer, Jephté, Adam exilé - Vondel, Joost van den. Biography and notes by Jean Stals
- Cinq villes : Istanbul - Bursa - Konya - Erzurum - Ankara [Bech Chehir] - Tanpinar, Ahmet Hamdi. French edition established, introduced and annotated by Paul Dumont
- Citadelle de lumière, Anthologie personnelle de poèmes 1956-1997 - Makoto Ōoka
- Cold Mountain: 100 Poems by the T'ang Poet Han-shan - Han-Shan. Introduction by Burton Watson
- Cold Water Shielded: Selected Poems - Stétié, Salah
- Collection de sable et de pierre [Shasekishû] - Mujû, Ichien. Preface and commentaries by Hartmut O. Rotermund
- Comédies - Akhundov, Mirza Fath-Ali. Foreword by F. Kasimzade
- Comment aimer un enfant - Korczak, Janusz
- Commentaires royaux sur le Pérou des Incas [Comentarios Reales] - Garcilaso de la Vega, Inca. Introduction by Marcel Bataillon; notes by René L. F. Durand
- Complainte du sentier (La) [Pather panchali] - Bandyopadhyay, Bibhutibhushan - Roman traduit du bengali par France Bhattacharya
- Complete Poetical Works of Lucian Blaga, 1895-1961. Foreword by Mircea Borcila and introduction by Keith Hitchins
- Condamné à vivre [No morirás] - Santamaría, Germán. Preface by Fernando Ainsa
- Configuration de la terre [Kitab surat al-ard] - Ibn Hauqal. Introduction by J. H. Kramers and Gaston Wiet
- Configurations - Paz, Octavio
- Constantino Cavafis - Cavafis, Constantino
- Contes [Cuentos] - Unamuno, Miguel de
- Contes d'amour, de folie et de mort [Cuentos de amor de locura y de muerte] - Quiroga, Horacio. Postface by Victor Fuenmayor
- Contes d'Ise [Ise monogatari]. Preface and comments by G. Renondeau
- Contes de pluie et de lune [Ugetsu monogatari] - Akinari, Ueda. Commentaries by René Sieffert
- Contes du pays des Moose - Sissao, Alain-Joseph
- Contes du Prince Marzbân [Marzbân-Nâmeh] - Varâvini, Sa'd al-Dîn. Introduction and notes by Marie-Hélène Ponroy; preface by C.-H. de Fouchécour
- Contes du sud du Cameroun, Beme et le fétiche de son père - Abega, Séverin Cécile. Postscript by Jacques Fédry
- Contes du vampire [Vetala-pancavimsatika]. Notes by Louis Renou
- Contes du vampire [Vetala-pancavimsatika"] - Somadeva, Bhatta. Introduced by Louis Renou and Colette Caillat; annotated by Louis Renou
- Contes et pièces de théâtre - Tschechow, Anton
- Contes extraordinaires du pavillon du loisir - P'ou Song-ling. Introduction by Yves Hervouet
- Contos da chuva e da lua [Ugetsu-Monogatari] - Akinari, Ueda
- Contos do vampiro [Vetala-pancavimsatika]
- Crépitant tropique [Triquitraques del trópico] - Romero de Nohra, Flor
- Cuentos completos/1 (1945-1966) - Cortázar, Julio. Introduction by Mario Vargas Llosa
- Cuentos completos/2 (1969-1982) - Cortázar, Julio
- Cuentos de Ise [Ise monogatari] # web (Memento vom 21. Dezember 2005 im Internet Archive)
- Cuentos del vampiro [Vetala-pancavimsatika]
- Cuentos ecológicos: hilos secretos de la naturaleza
- Cuore. The Heart of a Boy - De Amicis, Edmondo. Foreword by Desmond Hartley
- Curial and Guelfa
- Cygne [Balâkâ] - Tagore, Rabindranath

## D
- Damas téléférique [Kulub 'ala l'aslak] - Al-Ujayli, Abdel Salam. Foreword by Jacques Berque
- Dans le silence le plus tendu [Nel silenzio piú teso] - Marin, Biago
- Daredevils of Sassoun. Illus. by Paul Sagsoorian
- David de Sassoun. Introduced and annotated by Frédéric Feydit ; foreword by Joseph Orbéli
- De America - Montaigne, Michel de. Preface by Ruggiero Romano
- De Avonturen van de Tien Prinsen [Dasakumaracarita] - Dandin
- De geschiedenis van Hayy ibn Yaqzan [Risalat Hayy ibn Yaqzan] - Ibn Tufayl, Abu Bakr Muhammad
- De Redder der Armen. Koreaanse verhalen
- De Ring van de Duif [Tawq al-Hamama. Fi'l-Ulfa wa'l-Ullaf] - Ibn Hazm
- De schending van Soebadra
- De Weg naar het Inzicht [Bodhicaryavatara] - Antideva
- Death in Beirut [Tawahin Beïrut] - Awwad, Tawfiq Yusuf
- Déluge de Soleil. Nouvelles contemporaines du Costa Rica - Multiple authors. Short stories selected by María Lourdes Cortés and Fernando Ainsa; introduction by Flora Ovares and Margarita Rojas
- Den Hemmelige Tradition i Nô [Nôsakusho] - Zeami
- Der Heilige See der Taten Ramcaritmanas Ramas - Tulsidas
- Der Herr von Sin-Ling. Reden aus dem Chan-Kuao-Tsé und Biographien aus dem Shi-Ki
- Der Kirschblütenzweig. Japanische Liebesgeschichten aus tausend Jahren
- Der müde Mond und andere Marathi Erzählungen
- Der Wille zur Macht - Nietzsche, Friedrich
- Dhammapada. El camino del Dharma. Introduction and notes by C. Dragonetti de Coni-Molina
- Dialogues et lettres choisies - Galilée. Selection and introduction for the Dialogues by Paul-Henri Michel; Selection and introduction for the Letters by Giorgio de Santillana
- Diary of a Mad Old Man [Futen rojin no nikki] - Tanizaki, Junichirô
- Die Verwandlungen des Abu Seid von Serug [Maqamat] - Al-Hariri
- Discours des lumières suivi de Discours des seigneurs - Briceño Guerrero, J. M. Foreword by François Delprat
- Discours sur l'histoire universelle [Al-Muqaddima] - Ibn Khaldûn. Introduction and notes by Vincent Monteil
- Diwan [Diwan] - Hafez, Mohammad Shamsoddin
- Diwan. Poetas de lenguas africanas Tomo I (Siglo IX-XIX) et Tomo II (Siglo XX). Selection, prologue and notes by Rogelio Martínez Furé
- Dolly City - Castel-Bloom, Orly
- Don Segundo Sombra - Güiraldes, Ricardo
- Du paysage à l'idiome : anthologie poétique 1951-1986/Dal paesaggio all' idioma : antologia poetica 1951-1986 - Zanzotto, Andrea
- Dulcinée [Dulcinea encantada] - Muñiz-Huberman, Angelina. Preface by Fernando Ainsa
- Dustur Al-Athiniyin [Politeia ton Athineon] - Aristote. Notes by Augustin Barbara

## E
- Écrits d'un sage encore inconnu [Qianshu] - Tang Zhen. Introduction and notes by Jacques Gernet
- Egg in my Palm. Selected Poetry - Tsuboi, Shigeji
- El árbol de la cruz - Asturias, Miguel Ángel. Facsimile of an unpublished manuscript established by Aline Janquart et Amos Segala
- El conclave de las lloronas [Le conclave des pleureuses] - Mellah, Fawzi
- El cuento del cortador de bambú
- El descubrimiento de las fuentes del Nilo. [Richard F. Burton, The Lake Regions of Central Africa (1860), John H. Speke, Journal of the Discovery of the Source of the Nile (1863)] - Burton, Richard F.; Speke, John H.
- El día en que asesinaron al líder [Yawm qutila az-zaim] - Mahfuz, Naguib. Preface by María Luisa Prieto
- El Dorado [The Discovery of the Large, Rich, and Beautiful Empire of Guiana, with a Relation of the Great and Golden City of Manoa (wich the Spaniards call El Dorado), Performed in the Year 1595] - Raleigh, Sir Walter
- El Halcón [Ince Memed] - Kemal, Yasar
- El honesto dependiente Chang - Ling Mong-'ou. Illustrations by Bruno Pilorget
- El Lazarillo; A Guide for Inexperienced Travellers between Buenos Aires and Lima [Lazarillo de ciegos caminantes] - Concolorcorvo (Alonso Carrió de la Vandera)
- Éloge de l'ombre [In'ei raisan] - Tanizaki, Junichirô
- Elucidation of the Intrinsic Meaning so named the Commentary on the Peta-Stories [Paramatthadipaninama Petavatthu-atthakatha] - Dhammapala. Annotated by Peter Masefield
- Emperor Shaka the Great. A Zulu Epic - Kunene, Mazisi
- Enriquillo - Galván, Manuel de Jesús
- Entering the Path of Enlightenment - Santideva
- Entre les murailles et la mer. Trente-deux poètes turcs contemporains - Multiple authors
- Épître morale/Kitab al-akhlaq wa-l-siyar - Ibn Hazm, 'Ali ibn Ahmad. Introduction, index and glossary by Nada Tomiche
- Épître sur l?amitié [Risalat fi’s-sadaqa] - Abu-Hayyan al-Tawhidi
- Erreur et délivrance/Al-Munqid Min Adalal - Al-Ghazali. Foreword and notes by Farid Jabre
- Erzählungen des alten Japan aus dem Konjaku-monogatari
- Escritos - Nehru, Jawaharlal
- Essay on Human Understanding - Locke, John
- Essays in Idleness [Tsurezuregusa] - Kenkô, Urabe
- Et si ton nom sauvait. Anthologie bilingue de la poésie salvadorienne/Quizas tu Nombre Salve. Antología bilingüe de la poesía salvadoreña. Selection by Maria Poumier; preface by Matilde Elena López; prologue by Roberto Armijo
- Eyrbyggja saga

## F
- Face at the Bottom of the World and Other Poems - Hagiwara, Sakutaro
- Facundo - Sarmiento, Domingo Faustino
- Feuer und Eis. Anthologie mit Beiträgen von Autoren aus den Entwicklungsländern, hrsg. von Lev Detela und Wolfgang Mayer König
- Feux sur la ligne. Vingt nouvelles portoricaines (1970 -1990) - Multiple authors. Selection by Robert Villanua; foreword by Juan G. Gelpí
- Über die Teilung der sozialen Arbeit [De la division du travail social] - Durkheim, Émile
- Fiebre y curación del icono. [Fièvre et Guérison de l'Icône] - Stétié, Salah. Preface by Yves Bonnefoy
- Fièvre et Guérison de l'Icône - Stétié, Salah. Introduction by Yves Bonnefoy
- Fifty Songs from the Yüan. Poetry of 13th Century China. Introduction, appendixes and notes by R. F. Yang and Charles R. Metzger
- Fil-huqm al-madani [Two Treatises on Civil Government] - Locke, John
- Flower and Song. Poems of the Aztec Peoples. Introduction by Edward Kissam and Michael Schmidt
- Flowers in the Mirror [Ching Hua Yüan] - Li Ju-chen
- Foam upon the Stream. A Japanese Elegy [Malagiya Ätto & Malavunge Avurudu Da] - Ediriwira Sarachchandra
- Folk Tales of Ancient Persia. Illus. by Muhammad Bahrami
- Footprints in the Snow. A Novel of Meiji Japan [Omoide no ki] - Tokutomi, Kenjiro
- Four Major Plays - Chikamatsu, Monzaemon
- Fredman's Epistles & Songs - Bellman, Carl Michael
- From the Soul of Nomads: Proverbs and Sayings of the Somalis/Murtidu Waa Hodantinnimo: Maahmaahyada iyo Oraahda Soomaaliyeed /Aus der Seele der Hirten: Sprichwörter und *Spruchweisheiten der Somali. Collected by Abdurahman H. H. Aden in collaboration with Irene Aden. Trans. from the Somali; English version by Cristina Krippahl; German editing by Jörg Berchem.
- Fujiwara Teika's Superior Poems of our Time. A Thirteenth-Century Poetic Treatise and Sequence [Kindai Shuka] - Fujiwara, Teika. Introduction and notes by Robert H. Brower and Earl Miner
- Futon. Nouvelles - Kataï, Tayama

## G
- Gedichte aus dem Diwan [Diwan] - Hafis, Muhammad Schams ad-Din
- Gedichte aus dem Rigveda
- Geisha in Rivalry [Udekurabe] - Nagaï, Kafû
- Gemmo [Cemo] - Bilbasar, Kemal
- Gengis Khan: The History of the World Conqueror [Ta'rikh-i-Jahan Gusha] - Juvaini, 'Ata-Malik. Introduction by S. Runciman
- Ghalib, 1797-1869. I: Life and Letters - Ghalib
- Gheel, la ville des fous [Gheel, de galnas stad] - Odensten, Per. Preface by Régis Boyer
- Gipsy Wharf [Sojan Badiar Ghat] - Uddin, Jasim. Illus. by Hashem Khan
- Gîta-Govinda - Jayadeva. Introduction by Jean Varenne
- God's Own Land. A Novel of Pakistan [Khuda ki Basti] - Siddiqi, Shaukat
- Gora - Tagore, Rabindranath
- Grammatica o arte de la lengua general de los indios de los reynos del Perú - Santo Tomás, Fray Domingo de. Introduction and transliteration by Rodolfo Cerrón Palomino
- Grass on the Wayside [Michikusa] - Natsume, Soseki. Introduction by Edwin McClellan
- Göngu-Hrolfs Saga

## H
- Hamlet Pangeran Denmark [Hamlet] - Shakespeare, William
- Haut est le Pérou [Alto el Perú] - Cortázar, Julio; Offerhaus, Manja
- Haut le coeur [Iya na Kanji] - Takami, Jun. Preface by Yasunari Kawabata
- Hawagisu Al Mutanazzah Al Munfaridu Bi Nafsihi [Les rêveries du promeneur solitaire] - Rousseau, Jean-Jacques
- Het epos van Lianja. Epiek en lyriek van de Mongo. Preface by G. Hulstaert
- Hiltu et Ragnar. Histoire de deux enfants des hommes [Hiltu ja Ragnar] - Frans Eemil Sillanpää
- Histoire de Dame Pak. Histoire de Suk-Hyang. Deux romans coréens du XVIIIe siècle [Pak-ssi djôn et Suk-hyang djôn]
- Histoire de Kieu/Truyên Kiêu - Nguyên Du. Notes end commentaries by Lê Cao Phan
- Histoire de l'Europe au XIXe siècle [Storia d'Europa nel secolo decimonono] - Croce, Benedetto
- Histoire secrète des Mongols : chronique mongole du XIIIe siècle [Mongghol-un ni'uca tobciyan]. Preface by Roberte N. Hamayon; introduction and notes by Marie-Dominique Even and Rodica Pop
- Histoires qui sont maintenant du passé [Konjaku monogatari shû]. Preface and commentaries by Bernard Frank
- History of Persia under Qajar Rule [Farsnama-ye Naseri] - Fasa'i's, Hasan-E. # web, web
- History of Shah 'Abbas the Great [Tarik-e 'Alamara-ye 'Abbasi] - Monshi (Eskandar Beg)
- Homecoming [Kikyo] - Osaragi, Jiro. Introduction by Harold Strauss
- Homenajes [Ihtifaan bil ashuya l-gamidat al-wahidat] - Adonis (Ali Ahmad Saïd Esber). Notes by María Luisa Prieto
- Horloge à jaquemart - Banus, Maria. Foreword by Alain Bosquet
- Howlin' Marie - Andersen, Maria
- Hrolf Gautreksson. A Viking Romance
- Hunters and Crocodiles: Narratives of a Hunters' Bard
- Hymnes spéculatifs du Veda. Notes by Louis Renou
- Hymns of the Atharvaveda

## I
- I Am a Cat [Wagahai wa neko de aru] - Natsume, Soseki
- Ideales viejos e ideales nuevos/Stare i nowe idealy - Ingenieros, José
- Idées des habitants de la cité vertueuse/Kitab Ara' Ahl Al-Madinat al-Fadilat - Al-Fārābī. Introduction and notes by Youssef Karam, J. Chlala and A. Jaussen
- Ignorance is the Enemy of Love [Aqoondarro waa u nacab jacayl] - Cawl, Faarax M. J. Introduction and notes by B. W. Andrzejewski
- Ikkyu and the Crazy Cloud Anthology. A Zen Poet of Medieval Japan [Kyounshu] - Ikkyu, So-Jun. Introduction by Sonja Arntzen; foreword by Shuichi Kato
- Il était plusieurs fois… contes populaires palestiniens [Speak bird, speak again] - Muhawi, Ibrahim and Kanaana, Sharif
- Il libro degli eroi. Legende sui Narti [Nartsky epos]. Introduction by Georges Dumézil
- Il paese delle nevi [Yukiguni] - Kawabata, Yasunari
- Il segreto del teatro No [Nôsakusho] - Seami, Motokiyo
- In Praise of Krishna. Songs from the Bengali.
- Instructions for Practical Living and Other Neo-Confucian Writings - Wang Yang-ming. Notes by Wing-tsit Chan
- Inter Ice Age 4 [Dai Yon Kampyo-ki] - Abé, Kôbô.
- Introduction à la littérature arabe - Wiet, Gaston
- Introduction à la littérature persane - Levy, Reuben
- Introduction à la littérature vietnamienne - Durand, H.; Nguyen-Tran-Huan
- Ion - Rebreanu, Liviu
- Iphigénie [Ifigenia] - Parra, Teresa de la. Preface by Maria Poumier
- Iracéma, Légende du Céara - Alencar, José de
- Iskandarnamah. A Persian Medieval Alexander-Romance
- It's Only Spring and Thirteen Years [Zhe buguo shi chuntian. Shisan nian] - Li Jianwu. Afterword and notes by Tony Hyder
- Itinéraire de Buenos Aires à Lima [Lazarillo de ciegos caminantes] - Concolorcorvo (Alonso Carrió de la Vandera). Introduction by Marcel Bataillon
- Izumo Fudoki. Introduction by Michiko Yamaguchi Aoki

## J
- Jaina Sutras
- Japan’s First Modern Novel: Ukigumo - Futabatei, Shimei. Critical commentary by Marleigh Grayer Ryan
- Japanese Folk-plays: The Ink-smeared Lady and Other Kyōgen. Illus. by Yoshie Noguchi
- Jardins et autres récits - Iwaszkiewicz, Jaroslaw
- Javid-Nama - Iqbal, Mohammad. Introduction and notes by A. J. Arberry
- Je suis un chat [Wagahai wa neko de aru] - Natsume, Soseki
- Je t’aime au gré de la mort [Ouhibouki Kama Yachtahi Al Mawt] - Al Qassim, Samih
- Je t’aime, vent noir/Rakastan sinua, musta tuuli - Lahtela, Markku. Foreword by Mirja Bolgar
- Jinâlankâra or Embellishments of Buddha - Buddharakkhita
- Jnaneshvari [Bhavarthadipika]. Introduction by H. M. Lambert. Incorporating the text of the Bhagavad Gita trans. by Sarvepalli Radhakrishnan
- Jouer avec le feu - Jo, Jong-rae
- Journal [Murasaki-Shikibu nikki] - Murasaki, Shikibu
- Journal de la félicité [Jurnalul fericirii] - Steinhardt, Nicolae. Notes by Marily Le Nir; preface by Olivier Clément
- Journal de Sarashina [Sarashina nikki]
- Journaux de voyage [Nozarashi Kikô] - Matsuo, Bashô

## K
- Kabuki. Five Classic Plays
- Kafu the Scribbler: The Life and Writings of Nagai Kafū (1879-1959). The River Sumida [Sumida Gawa and Other Stories] - Nagaï, Kafû. Biography by Edward Seidensticker
- Kalevipoeg. An Ancient Estonian Tale. Compiled by Friedrich Reinhold Kreutzwald; notes and afterword by Jüri Kurman
- Kalindi. The Caprice of the River and the Greed of Men - Bandyopadhyay, Tarashankar. Preface by Leila L. Javitc
- Kamayani - Shankar Prasad, Jay. Preface by Nicole Balbir; introduction and commentaries by J. K. Balbir; foreword by J. S. Prasad
- Karoethamma en de Zee [Chemmeen] - Pillai, T. Sivasankara
- Kavitavali - Tulsi Das. Critical introduction by F. R. Allchin
- Két szerelem - Faiz, Faiz Ahmed
- Khawater [Les pensées] - Pascal, Blaise
- Khusraw u shirin [Khusraw u shirin] - Nizami
- Kim Vân Kiêu - Nguyên Du. Translated and novelised by Xuân-Phuc and Xuân-Viet
- Kokoro - Natsume, Soseki. Foreword by Edwin McClellan
- Krishnakanta's Will [Krsnakânter Uil] - Chatterjee, Bankim Chandra
- Krisis Kebebasan - Camus, Albert. Introduction by Goenawan Mohamad
- Krutama i Parikuti [Chemmeen] - Pillai, T. Sivasankara
- Hindi-Kurzgeschichten der Gegenwart

## L
- L'aile de Gabriel [Bâl-é-Djîbrîl] - Iqbal, Mohammad
- L'amour de la renarde. Marchands et lettrés de la vieille Chine. Douze contes du XVIIe siècle - Ling Mong-'ou. Preface and notes by André Lévy
- L'amour, l'amant, l'aimé. Cent ballades de Hâfez Shirâzi - Hâfez, Shirâzi
- L'antre aux fantômes des collines de l'Ouest. Sept contes chinois anciens (XIIe - XIVe siècle) - author(s) unknown
- Chinese tales from the King-pen t'oung-sou siao-chouo. Foreword, notes and commentaries by André Lévy.
- L'art et la vie - Czapski Joseph. Selection and preface by Wojciech Karpinski
- L'écume des rapides [Juha] - Aho, Juhani
- L'Eléphant du vizir. Récits de Bosnie et d'ailleurs. - Andritch, Ivo. Foreword by Predrag Matvejevitch
- L'endroit et l'envers : essais de littérature et de sociologie - Candido, Antonio
- L'épître du pardon [Risâlat-Al-Ghofrân] - Al-Ma'arri, Abû-l-'Alâ. Foreword by Étiemble
- L'épopée de Samba Gueladjégui. Oral version from Pahel collected by Amadou Ly; foreword by Lilyan Kesteloot
- L'espadon [Kiliç uykuda vurulur] - Gürmen, Osman Necmi. Preface by V. Vassilikos
- L'été [Natsu, tiré de la tétralogie Shiki] - Nakamura, Shin'ichirô
- L'étranger [Yaban] - Karaosmanoglu, Yakup Kadri. Preface by Nedim Gürsel
- L'éventail [Il ventaglio] - Goldoni, Carlo
- L'exclu [Galeria cu vita salbatica] - Toiu, Constantin
- L'exil de la terre [Gast hos verkligheten] - Lagerkvist, Pär. Preface by Vincent Fournier
- L'herbe folle et autres récits [Luda tréva] - Raditchkov, Yordan. Preface by Ivaylo Ditchev; postface by Stanislav Stratiev
- L'homme de l'eau [De Waterman] - Schendel, Arthur van
- L'honnête commis Tchang
- L'île au rhum. D'après le manuscrit de Richard Beckford relatant ses aventures en l'île de la Jamaïque de 1737 à 1738 [Rumeiland] - Vestdijk, Simon
- L'inquiétude du Coeur - Rufus, Milan. Introduction by Yves Bergeret
- L'odyssée de Lao Ts'an [Lao Ts'an Yeou Ki] - Lieou Ngo. Foreword by Jacques Reclus
- L'oeil des champs : anthologie de la poésie tchouvache
- La Araucana : le cycle de Lautaro [La Araucana] - Ercilla, Alonso de
- La Carthagénoise [La tejedora de coronas] - Espinosa, Germán
- La centurie : poèmes amoureux de l'Inde ancienne [Amarusataka] - Amaru
- La chanson de Lawino [Wer pa Lawino] - P'Bitek, Okot
- La chanteuse de P'ansori. Prose coréenne contemporaine - Multiple authors
- La cité d'or et autres contes tirés du "Kathâsaritsagara"
- La cité des césars : une utopie en Patagonie - Burgh, James [An account of the first settlement, laws, form of government, and police of the Cessares, a people of South America: in nine letters, from Mr. Vander Neck, one of the Senators of that nation, to his friend in Holland] ; foreword by Fernando Ainsa
- La cité inique [Qariatun dhalima] - Hussein, Kamel. Introduction by Roger Arnaldez; preface by Jean Grosjean
- La cloche d'Islande [Íslandsklukkan] - Laxness, Halldor Kiljan. Preface by Régis Boyer
- La combe aux mauvaises herbes ou histoire du philanthrope naïf et du bouilleur de cru paresseux [Putkinotko] - Joel Lehtonen
- La convocation d'Alamût : somme de philosophie ismaélienne [Rawdat al-taslîm] - Tûsi Nasîroddin. Introduction and notes by Christian Jambet # Ismailiten
- La Divina Commedia - Dante Alighieri
- La femme, le héros et le vilain [Khun Chang, Khun Phèn] #
- La légende immémoriale du Dieu Shiva [Shivapurana]. Introduction and notes by Tara Michaël
- La littérature en dentelles [Huabian wenxue] - Luxun
- La longue nuit [Chang Ye] - Yao Xueyin
- La mission d'Ibiapaba - Le droit des Indiens; Le père António Vieira - Essay and notes by João Viegas; preface by Eduardo Lourenço
- La montre en or et autres contes - Machado de Assis, Joaquim Maria. Preface by Antonio Candido de Melo e Souza
- La naissance de Kumara [Kumarasambhava] - Kalidasa. Introduction by Bernadette Tubini
- La parole sans limites (Une didactique de l'invention) - Manoel de Barros - Recueil de poèmes traduit par Celso Libânio
- La pierre ôtée du coeur - Under, Marie. Foreword by Michel Dequeker
- La poésie arabe. Selection and preface by René R. Khawam
- La pointe ou l'art du génie [Agudeza y arte de ingenio, 1648] - Gracián, Baltasar. Preface by Marc Fumaroli; introduction and notes by Michèle Gendreau-Massaloux
- La postmodernité au Brésil. Drawings and illustrations by Lena Bersgtein
- La poupée [Lalka] - Prus, Boleslaw. Preface by Jean Fabre
- La Prose géorgienne des origines à nos jours. Selection and translation by Gaston Bouatchidzé; revised by Dominique Palmé
- La Quête en épouse, The Quest for a Wife, une épopée palawan chantée par Mäsinu. Preface by Jean Leclant
- La Sumida [Sumida-gawa] - Nagaï, Kafû
- La tombe [Fen] - Lu Xun
- La tombe des lucioles [Hotaru no haka, Amerika hijiki] - Nosaka, Akiyuki
- La tradition secrète du Nô. Une journée de Nô - Zeami. Commentaries by René Sieffert
- La traversée intérieure [Al-Ayyam] - Hussein, Taha. Preface by Étiemble
- La utopía de América/Utopia naszej Ameryki - Ureña, Pedro Henríquez. Introduction by Anna Housková
- La vengeance de l'arbre et autres contes [Urupes] - Monteiro Lobato, José Bento. Introduction by Lucien Farnoux-Reynaud
- La vérité du mensonge - Orbeliani, Soulkhan-Saba. Preface by Gaston Bouatchidzé; illustrations by Lado Goudiachvili
- La vida de una mujer intocable: nuestra existencia - Kamble, Baby. Introduction and postface by Guy Poitevin, translator of the Marathe original into French
- La vie d'un idiot et autres nouvelles [Aru aho no issho] - Akutagawa, Ryūnosuke. Foreword by Jeannine Kohn-Étiemble
- Land - Park, Kyung-ni. Introduction and index of main characters by Agnita Tennant
- Land of Exile - Contemporary Korean Fiction
- Later Poems - Tagore, Rabindranath. Foreword by Yehudi Menuhin
- Le baron - Les mains froides - L'involontaire. Nouvelles [O Barao, As maos frias, O involuntário] - Fonseca, Branquinho da. Foreword by José Augusto França
- Le barrage [As-Sudd] - Messadi, Mahmoud. Introduction by Azzedine Guellouz; preface by Jacques Berque
- Le barrage. Drame en huit tableaux [As-Soud] - Messadi, Mahmoud. Introduction by Azzedine Guellouz; preface by Jacques Berque
- Le bel épouvantail - Mileva, Leda
- Le Bouddhisme japonais (Textes fondamentaux de quatre moines de Kamakura : Hônen, Shinran, Nichieren et Dôgen). Foreword by G. Renondeau
- Le cadran solaire [Zegar sloneczny] - Parandowski, Jan. Introduction by Maxime Herman
- Le chant mélodieux des âmes [Arumdaun Yongaa] - Han, Mahlsook
- Le chevalier à la peau de tigre [Vep'khistqaosani] - Roustaveli, Chota. Introduction and notes by Serge Tsouladzé
- Le Cid. Cinna. Suréna - Corneille, Pierre
- Le corps à corps [The Wrestling Match] - Emecheta, Buchi
- Le cousin Bazilio. Episode domestique [O primo Bazilio] - Eça de Queiros, José Maria. Introduction and notes by Lucette Petit
- Le départ de l'enfant prodigue [Hilanglah sianak hilang] - Djamin, Nasjah
- Le dieu volé - Sionil José, Francisco
- Le dit des Heiké. Le cycle épique des Taïra et des Minamoto
- Le dit du Genji [Genji monogatari]
- Le divan - Emre, Younous. Foreword by Yves Régnier
- Le droit de l'enfant au respect. Quand je redeviendrai petit. Journal du Ghetto [Pisma wybrane] - Korczak, Janusz. Preface by S. Tomkiewicz; postface by Igor Newerly
- Le Fantang : poèmes mythiques des bergers peuls
- Le fléau et la pierre [O fiel e a pedra] - Lins, Osman
- Le frère de Cendrillon. Contes populaires géorgiens. Selection and preface by Gaston Bouatchidzé; illustrations by Roussoudane Pétiachvili
- Le golfe et le fleuve - As-Sayyâb, Badr Châker
- Le grand appareillage [Megalo salparisma] - Myrivilis, Stratis
- Le hachereau [Baltagul] - Sadoveanu, Mihail. Introduction by Pierre Abraham
- Le livre de Abdullah [Kitab Abdulah] - Ghattas Karam, Antoun. Foreword by Georges Corm, preface by Jacques Berque
- Le livre de Babur. Mémoires de Zahiruddin Muhammad Babur de 1494 à 1529 - Babur, Zahiruddin Muhammad. Annotated by Jean-Louis Bacqué-Grammont and Mohibbul Hasan
- Le livre de Humayun [Humayun-nama] - Baygam, Gul-Badan. Notes and extracts from persian chronicles added and translated by Jean-Louis Bacqué-Grammont
- Le livre de l'amour [Kamattupal] - Tiruvalluvar. Introduction and notes by François Gros
- Le livre de l'éternité [Djâvid-Nâma] - Iqbal, Mohammad
- Le livre de l'Inde [Tahqiq mâ li-I-Hind] - Bîrûnî, Abû-Rayhân. Extracts selected and annotated by Vincent-Mansour Monteil
- Le livre de la couronne [Kitab At-Tag. Fi Akhlaq Al-Muluk] - Gahiz
- Le livre de la migration [Kitab al-tahawoulat wal hijrat fi aqalim an-nahar wal-laïl] - Adonis (Ali Ahmad Saïd Esber). Foreword by Salah Stétié
- Le livre de science [Danesh-Nameh] - Avicenne (Ibn Sina)
- Le livre des avares de Gahiz [Kitab al-bukhala] - Gahiz. Introduction and notes by Charles Pellat
- Le livre des héros [Nartskij epos]. Introduction and notes by Georges Dumézil
- Le livre des rois [Shâhnâmè] - Ferdowsi
- Le livre des sept vizirs [Sendbâdnameh] - Zahiri de Samarkand
- Le livre des villes - Adonis (Ali Ahmad Saïd Esber) Silk-screen printings and drawings by Dalloul
- Le livre divin [Elahi-Nâmeh] - Attar, Fariddudine. Foreword by Louis Massignon
- Le livre du dedans [Fihi-ma Fihi] - Rumî, Mawlânâ Djalâl Od-Dîn
- Le masque des eaux vives : danses et chorégraphies traditionnelles d'Afrique noire [Källvattnets mask] - Åkesson, Birgit
- Le miroir de l'autre - József, Attila. Selection and introduction by Gábor Kardos
- Le mulâtre [O mulato] - Azevedo, Aluísio. Foreword, notes and glossary by Michel Simon
- Le navire - Jabrâ, Jabrâ Ibrâhîm
- Le palais des fêtes [Rokumeikan] - Mishima, Yukio
- Le pauvre coeur des hommes [Kokoro] - Natsume, Soseki
- Le pavillon d'or [Kinkakuji] - Mishima, Yukio. Preface by Marc Mécréant
- Le peintre. Fragments du journal - Schewtschenko, Taras. Adapted by Eugène Guillevic and Jacqueline Lafond
- Le prétendant [The Intended] - Dabydeen, David
- Le Ramayan - Tulsidas
- Le récit de Hayy ibn Yaqzan - Avicenne (Ibn Sina). Introduction and notes by Henri Corbin
- Le retour du mort/O regresso do morto - Cassamo, Suleiman. Foreword by Robert Bréchon
- Le rêve dans le pavillon rouge [Hong lou meng] - Cao Xueqin. Translation, introduction, notes and et variations by Li Tche-houa and Jacqueline Alézaïs
- Le rêve du papillon - Pham, Quat Xa
- Le riz [Ranjau Sepanjang Jalan] - Shanon, Ahmad
- Le roman de Chosroès et Chîrîn [Khusraw u Shirin] - Nizâmi 'Aruzi
- Le roman de l'anneau [Shilappadikâram] - Adigal, Ilangô
- Le roman de Wîs et Râmîn [Vis va Ramin] - Gorgâni, Fakhr-od-Dîn As'ad
- Le royaume de Congo et les contrées environnantes (1591) - Duarte Lopes; Filippo Pigafetta. Introduced and annotated by Willy Bal
- Le samouraï [Akanishi Kakita] - Shiga, Naoya. Introduction by Marc Mécréant
- Le saule aux dix mille rameaux [Le Saule aux dix mille rameaux]
- Le sette principesse [Haft Peikar] - Nizami, Ganjavi
- Le signe de patience et autres pièces du théâtre des Yuan [Jen Tseu Ki, K'an Ts'ien Nou, P'o Kia Tseu Ti] - Tcheng T'ing Yu; Ts'in Kien-Fou. Introduction and notes by Li Tche-houa
- Le suaire. Récits d'une autre Inde - Premchand, Dhanpat Rai
- Le temps des villes - Adonis (Ali Ahmad Saïd Esber)
- Le temps et l'eau [Timinn og vatnidh] - Steinarr, Stein. Preface by Régis Boyer
- Le testament de Krishnokanto [Krsnakânter Uil] - Chatterji, Bankim Chandra. Foreword, translation and notes by Nandadulal Dé
- Le troisième livre du Denkart
- Le tueur de serpents [Bwana Myombekere na Bibi Bugonoka na Ntulanalwo na Bulihwali] - Kitereza, Aniceti
- Le upanisad dello yoga
- Le vagabond et autres histoires tirées du Galpaguccha - Tagore, Rabindranath. Introduction by Somnath Maitra; preface by Christine Bossenec
- Le vent du Nord-Est [Angin Timur Laut] - Kelantan, S. Othman. Foreword by Vincent Monteil
- Le voleur de Bible [Tjuven] - Tunström, Göran
- Le voleur de pêches. Par un soir calme [Kradetzad na praskovi. V tiha vetcher] - Stanev, Emilian
- Le vrai classique du vide parfait [Tchoung hiu-tchen king] - Lie-Tseu
- Léonard de Vinci par lui-même - Vinci, Leonardo da. Prefaced by "La vie de Léonard de Vinci", by Giorgio Vasari
- Leopard among the Women [Shabeelnaagood] - Sheikh Mumin, Hassan. Introduction by B. W. Andrzejewski
- Les ballades de Petritsa Kerempuh [Balade Petriçe Kerempuha] - Krleza, Miroslav
- Les chants de Nezahualcoyotl. Foreword by J. M. G. Le Clézio; introduction by Pascal Coumes.
- Les contes du perroquet [Sukasaptati]. Introduction by Amina Okada
- Les derniers jours de la colonie dans le Haut-Pérou [Ultimos días coloniales en el Alto-Perú] - Moreno, Gabriel René. Introduction by Francis de Miomandre
- Les enfants du faiseur de pluie [Bwana myombekere na bibi bugonoka na ntulanalwo na bulihwali] - Kitereza, Aniceti
- Les éperons d'argent [El día señalado] - Mejia Vallejo, Manuel
- Les épopées d'Afrique noire - Dieng, Bassirou; Kesteloot, Lilyan. Preface by François Suard
- Les étapes mystiques du shaykh Abu Sa'id [Asrar Al Tawhid fi Maqâmàt e al shaykh Abu Sa'id] - Monawwar, Mohammad Ebn E. Notes by Mohammad Achena
- Les grands maîtres algériens du Cha?bi et du Hawzi : diwân arabe et kabyle. Preface and notes by Rachid Aous
- Les heures oisives [Tsurezure-gusa] - Kenkô, Urabe. Preface and notes by Charles Grosbois and Tomiko Yoshida. Followed by "Notes de ma cabane de moine [Hôjô-ki]" by Kamo no Chōmei
- Les lusiades [Os Lusíades] - Camoes, Luis de
- Les Maia - Eça de Queiros, José Maria
- Les mémoires historiques de Se-Ma Ts'ien [Che Ki] - Se-Ma Ts'ien. Notes by Édouard Chavannes
- Les murs [Kabé] - Abé, Kôbô
- Les oiseaux [Fuglane] - Vesaas, Tarjei
- Les quatre discours [Tchanar-Maqale] - Nizâmi 'Aruzi
- Les ruines de Ninive [Nineveh and its Remains] - Layard, Henry Austen. Preface by Jean-Louis Huot
- Les tambours noirs. La saga du nègre brésilien [Os tambores de São Luis] - Montello, Josué; Jacques Thieriot; Marie-Pierre Mazeas; Monique Le Moing
- Les travaux et les nuits. Œuvre poétique 1956-1972 - Pizarnik, Alejandra
- Les trois mondes [Traibhumi Brah R'van], übersetzt von George Coedès und Charles Archaimbault # web (PDF; 326 kB)
- Les trois royaumes [San Kouo tche yen yi] - Louo Kouan-tchong. Notes and commentaries by Nghiêm Toan and Louis Ricaud; introduction by Robert Ruhlmann
- Les vainqueurs et autres nouvelles [Los ganadores] - Uslar Pietri, Arturo
- Les visages du temps [Os pareceres do tempo] - Sales, Herberto
- Lessons from History [Tokushi Yoron] - Hakuseki, Arai. Commentary by Joyce Ackroyd
- Letters of a Jawanese Princess [Door Duisternis tot Licht] - Kartini, Raden Adjeng. Introduction by Hildred Geertz; preface by Eleanor Roosevelt
- Lettres de Raden Adjeng Kartini. Jawa en 1900 [Door duisternis tot licht] - Kartini, Raden Adjeng. Selection by Louis-Charles Damais; introduction and notes by Jeanne Cuisinier; preface by Louis Massignon
- Leyla and Mejnun [Lejli i Med©nun] - Fuzuli, Mehmet. History of the poem, notes and bibliography by Alessio Bombaci
- Licht und Reigen - Rumi, Jalal-Al-Din
- Liefde Rond. Liefde Vierkant. Bloemlezing uit de Sijo-poëzie
- Light and Darkness, an Unfinished Novel [Meian] - Natsume, Soseki. Critical essay by V. H. Viglielmo
- Lillelord - Borgen, Johan
- Literatures of Central Asia
- Livre des directives et remarques [Kitab al-Isarat wa L-tanbihat, Kitāb al-išārāt wa't-tanbīhāt] - Avicenne (Ibn Sina). Annotated by Amélie-Marie Goichon
- Livre des religions et des sectes. I - Shahrastani. Introduction and notes by Daniel Gimaret and Guy Monnot
- Livre des religions et des sectes. II. [Kitab al-milal wa l-nihal] - Shahrastani. Introduction and notes by Jean Jolivet and Guy Monnot
- Los amantes suicidas de amijima - Monzaemon, Chikamatsu
- Los Capítulos Interiores - Zhuangzi
- Los hermosos días/Les jours heureux - Wilcock, Juan Rodolfo. Introduction by Silvia Baron-Supervielle
- Love and War. Adventures from the Firuz Shah Nama of Sheikh Bighami
- Love Poems/Sujanhit - Ghananand
- Love Song of the Dark Lord [Gitagovinda] - Jayadeva
- Love Songs of Chandidas. The Rebel Poet-Priest of Bengal - Chandidas. Introduction and notes by Deben Bhattacharya
- Love Songs of Vidyapati - Vidyapati. Introduction, notes and comments by W. G. Archer
- Lucknow: The Last Phase of an Oriental Culture - Sharar, Abdul Halim
- Lumière du monde [Heimsljos] - Laxness, Halldor Kiljan. Preface by Régis Boyer

## M
- Ma hïa Alfalsafa ? [Qu'est-ce que la philosophie ?] - Deleuze, Gilles; Guattari, Félix
- Macounaïma, ou le héros sans aucun caractère [Macunaíma. O heroi sem nenhum caracter] - Andrade, Mario de
- Macounaïma. Le héros sans aucun caractère - Andrade, Mário de
- Maestro Don Gesualdo - Verga, Giovanni. Preface by Luigi Rosso
- Mahesh et autres nouvelles - Chattopadhyay, Sharat Chandra. Forewords by Prithwindra Mukherjee and Jean Filliozat
- Major Plays - Chikamatsu, Monzaemon
- Major Works - Kūkai
- Mama Blanca's Memoirs [Memorias de Mama Blanca] - Parra, Teresa de la
- Mama Blanca's Souvenirs [Memorias de Mama Blanca] - Parra, Teresa de la. Yôshû. Introduced and commented by René Sieffert
- Manichaean Literature. Selected and introduced by Jes P. Asmussen
- Mantramahodadhi. With 'Nauka' Commentary - Mahidhara
- Maqalat al-tariqah [Discours de la méthode] - Descartes, René
- Marche forcée. Le mois des gémeaux [Eröltett menet. Az ikrek hava] - Radnóti, Miklós. Selection and foreword by Jean-Luc Moreau
- María - Isaacs, Jorge. Preface by Edmond Vandercammen
- Maria Calleja's Gozo. A Life History - Calleja, Maria; Galley, Micheline. Ed. and introduced by Micheline Galley
- Marko the Prince. Serbo-Croat Heroic Songs [Marko Kraljevich]
- Martin Coucou [Kakuk Marci] - Tersánszky, Józsi Jenö. Foreword by Aurélien Sauvageot
- Martin Fierro - Hernández, José. Introduction and notes by Paul Verdevoye
- Masnavîs : poèmes d'amour de l'Inde moghole [Masnavîs] - Mîr Taqî Mîr. Introduced and annotated by Denis Matringe
- Me Grandad 'ad an Elephant! - Basheer, Vaikom Muhammad
- Melog [Melog] - Morgan, Mihangel
- Mèmed le mince [Ince Memed] - Kemal, Yasar
- Mémoires d'un Italien. Confessions d'un octogénaire [Memorie di un Italiano. Confessioni di un ottuagenario] - Nievo, Ippolito. Introduction by Paul Bédarida; original drawings by Claude Verlinde
- Memoirs of a Militia Sergeant [Memórias de um sargento de milícias] - Almeida, Antônio Manuel de
- Memoria de América en la poesía. Antología 1492-1992. Comp. by Fernando Ainsa and Edgar Montiel
- Memories of Altagracia [Memorias de Altagracia] - Garmendia, Salvador. Introduction by Fernando Ainsa
- Men of Maize [Hombres de maíz] - Asturias, Miguel Ángel
- Mencius - Mencius. Arranged and annotated by W. A. C. H. Dobson
- Mensagem : poemas esotéricos - Pessoa, Fernando
- Message de l'Orient [Payâm-i-Mashriq] - Iqbal, Mohammad
- Message/Mensagem - Pessoa, Fernando. Preface by José Augusto Seabra; bibliography by José Blanco
- Mijnheer Dong - Het Verhaal van de Wester-Kamers in alle Toonaarden [Si Siang Ki] - Wang Che-Fou # (de)
- Milinda's Questions [Milindapanha]
- Modern Brazilian Poetry
- Modern Hindi Poetry. An Anthology
- Modern Japanese Literature: An Anthology
- Modern Japanese Stories: An Anthology. Introduction by Ivan Morris; woodcuts by Masakazu Kuwata
- Moïse, le benjamin de la Bible [Mojzesz, benjamin Biblii] - Korczak, Janusz
- Mon - Natsume, Soseki
- Morals Pointed and Tales Adorned [Bustan] - Sa'di
- Morceaux choisis de poètes romantiques français
- More Tales from the Masnavi - Rumi, Jalal-Al-Din
- Motifs de Protée [Motivos de Proteo] - José Enrique Rodó. Preface by Claude Couffon
- Mr Basket Knife and Other Khmer Folktales. Illus. by Sisowath Kulachad
- Multiculturalism in Contemporary German Literature. Introduction by Paul Michael Lützeler
- Muralla de redes [Chemmeen] - Pillai, T. Sivasankara
- Murmullos del silencio/Murmures du silence - Gregorio Manzur. Preface by Bernard Outtier
- Musamarat Al-Amwat wa Istifta'u mayt [Nekrikoi dialogoi] - Lucien de Samosate. Introduction and notes by Elias Saad Ghali
- Museo de la novela de la eterna - Fernández, Macedonio. Foreword by Gerardo Mario Goloboff
- Musique d'un puits bleu [Musikk fra en blå brønn] - Nedreaas, Torborg. Preface by Régis Boyer
- Muslim Saints and Mystics. Episodes of the Tadhkirat al-Auliya (Memorial of the Saints) - Attar, Farid al-Din
- My Brother Sebastian [Veljeni Sebastian] - Idström, Annika
- My Voice because of You [La voz a ti debida] - Salinas, Pedro. Introduction by Willis Barnstone; preface by Jorge Guillén
- Mystical Poems of Rumi. First Selection: Poems 1-200 - Rumi, Jalal-Al-Din
- Mystical Poems of Rumi. Second Selection: Poems 201-400 - Rumi, Jalal-Al-Din
- Mythes et légendes extraits des Brahmana. Notes by Jean Varenne

## N
- N'y touchez pas [Noli me Tangere] - Rizal, José. Preface by Étiemble
- Nala und Damayanti [Mahabharata]
- Narayaniya Parvan du Mahabharata. Un texte Pancharatra
- Naufrage en Patagonie - Byron, John The Narrative of the honorourable John Byron, commodore in a late expedition round the world, containing an account of the great distresses suffered by himself and his companions on the coasts of Patagonia, from the year 1740, till their arrival in Engla
- Negeri salju [Yukiguni] - Kawabata, Yasunari
- Nepali Visions, Nepali Dreams - Devkota, Laxmiprasad
- Netto pierde su alma [Netto perde sua alma] - Ruas, Tabajara
- Nineteen Poems - Vaptsarov, Nikola. Illus. by Roumen Skorchev; introductory poem by Yannis Ritsos
- Nippon. Erzählungen
- Nô et kyôgen
- Northern Voices. Five Contemporary Iceland Poets: S. Hjartarson, O. J. Sigurðsson, H. Sigfússon, H. Pétursson, T. Frá Hamri. Foreword by Magnus Magnusson; introduction by Oskar Halldórsson
- Nos lo contó Abu Hurayra [Haddaza Abu Huraira Qala] - Al-Masadi, Mahmud. Prologue by Santiago Martinez de Francisco
- Notas sobre la inteligencia americana/Uwagi o amerykanskiej inteligencji - Reyes, Alfonso. Introduction by Liliana Weinberg de Magie
- Notes de chevet [Makura no soshi] - Sei Shōnagon. Commented by André Beaujard
- Notes de voyage dans l'Amérique du Sud - Argentine, Uruguay, Brésil - Clemenceau, Georges. Foreword by Jean-Louis Marfaing
- Nouvelles 1945-1982 - Cortázar, Julio. Foreword by Mario Vargas Llosa
- Nouvelles grecques. Selection and introduction by Octave Merlier
- Nouvelles hongroises. Anthologie des XIXe et XXe siècles. Preface by András Diószegi
- Nouvelles néerlandaises des Flandres et des Pays-Bas
- Nouvelles roumaines. Anthologie des prosateurs roumains. Foreword by Jean Boutière; preface by Tudor Vianu
- Nouvelles slovènes. Preface by Mitja Mejak; biographies by Zlata Cognard
- Nouvelles tchèques et slovaques. Preface by Adolf Hoffmeister
- Nuit obscure - Cantique spirituel (Noche oscura - Cántico espiritual) - Jean de la Croix. Preface by José Angel Valente; foreword by Jacques Ancet
- Nuququn muqaddasatun wa nuququn dunyawiyyatun min Misr al-qadimah. Al-muGalladu al-awwal [Textes sacrés et textes profanes de l'ancienne Égypte. I - Des pharaons et des hommes]
- Nuququn muqaddasatun wa nuququn dunyawiyyatun min Misr al-qadimah. Al-muGalladu at-tani [Textes sacrés et textes profanes de l'ancienne Égypte. II - Mythes, contes et poésie]

## O
- O Disciple!/Ayyuha l-walad - Al-Ghazālī (Abu Hamid Muhammad)
- O hijo !/Ayyuha l-walad - Al-Ghazālī
- O Jeune homme/Ayyuha-I-walad - Al-Ghazālī. Foreword by Georges H. Sherer
- Obra completa I: el concejo y consejeros del príncipe; bononia - Furió Ceriol, Fadrique. Preface by Federico Mayor ; introduction by Pedro Ruiz Torres
- Obra crítica/1 - Cortázar, Julio. Selection and introduction by Saúl Yurkievich
- Obra crítica/2 - Cortázar, Julio. Selection and introduction by Jaime Alazraki
- Obra crítica/3 - Cortázar, Julio. Selection and introduction by Saúl Sosnowski
- Ocean of Story [Katha Sarit Sagara] - Somadeva, Bhatta. Introduction, notes and terminal essay by N. M. Penzer
- Odes mystiques [Dîvân-e Shams-e Tabrîzi] - Rumî, Mawlânâ Djalâl Od-Dîn. Notes by Eva de Vitray-Meyerovitch and Mohammad Mokri
- Œuvre complète - Tchouang-Tseu
- Œuvres - Asunción Silva, José. Forewords by Gabriel García Márquez and Alvaro Mutis
- Œuvres choisies - Montalvo, Juan
- Œuvres complètes [Memorie del primo amore, Ricordi d'infanzia e d'adolescenza, Storia di un'anima, Operette morali, Zibaldone, Canti] - Leopardi, Giacomo. Introduction by Giuseppe Ungaretti; followed by a study from Sainte-Beuve
- Offrandes. Poèmes 1946-1989 - Anday, Melih Cevdet
- Old Czech Legends - Jirásek, Alois. Introduction and glossary by M. K. Holecek
- On the Harmony of Religion and Philosophy [Kitab fas Al-Maqal] - Averroës (Ibn Rushd)
- One Hundred and One Chinese Poems. Preface by Shi Shun Liu; introduction by Edmund Blunden; foreword by John Cairncross with seven additional translations
- One Hundred and Seventy Chinese Poems. Illus. by Madeleine Pearson
- One Hundred Poems of Kabir - Kabir
- One Hundred Rural Songs of India
- Ongrijpbaar is de Ganges

## P
- Padma River Boatman [Padma Nadir Majhi] - Bandyopadhyay, Manik
- Pages [Shoshin nembutsu-ge. Shozomappo-wasan] - Shinran
- Pages choisies - Martí, José. Preface by Max Daireaux
- Pages choisies. Choix de lettres, discours et proclamations - Bolívar, Simón. Introduction by A. Uslar-Pietri; foreword by C. Parra-Pérez
- Pañcatantra. Notes by Édouard Lancereau; introduction by Louis Renou
- Panic. The Runaway [Panikku & Ruboki] - Kaiko, Takeshi
- Paroles dévoilées. Anthologie de nouvelles turques contemporaines écrites par des femmes
- Pastor Bodvar's Letter [Leynt og Ljost] - Sigurdsson, Olafur Johann
- Pastorales [Soûr-Sâgar] - Soûr-das. Introduction, notes and glossary by Charlotte Vaudeville
- Pather Panchali. A Bengali Novel - Bandyopadhyay, Bibhutibhushan
- Pather Panchali. Song of the Road - Bandyopadhyay, Bibhutibhushan
- Pathér Páncsáli. Ének az útról [Pather panchali] - Bandyopadhyay, Bibhutibhushan
- Pattern for a Tapestry [O risco do bordado] - Dourado, Autran
- Pays de neige [Yukiguni] - Kawabata, Yasunari
- Peking Man [Pei-ching jen] - Cao Yu
- Pérégrination d'un clochard [Lao Ts'an Yeou Ki] - Lieou Ngo. Preface by Étiemble
- Pertempuran Penghabisan [A Farewell to Arms] - Hemingway, Ernest
- Phantasies of a Love-chief/Caucapancasika - Bilhana
- Pictures from a Brewery [Tmounoth Mibeith Mivshal Hachéchar] - Barash, Asher. Introduction by Israel Cohen
- Pillar of Fire [Hi no hashira] - Kinoshita, Naoe
- Plays, Prefaces and Postscripts. Vol. I: Theatre of the Mind - Al-Hakim, Tawfiq
- Plays, Prefaces and Postscripts. Vol. II: Theatre of Society - Al-Hakim, Tawfiq
- Please Sir! [Tanár úr kérem] - Karinthy, Frigyes
- Poèmes - Faiz, Faiz Ahmed. Introduction by Laiq Babree
- Poèmes - Petőfi, Sándor
- Poèmes - Rifbjerg, Klaus. Introduction by Régis Boyer
- Poèmes choisis - Pannonius, Janus. Selection, preface and notes by Tibor Kardos
- Poèmes choisis - Salamun, Tomaz. Preface by Jacques Roubaud
- Poèmes d'amour du Kerala (VIe-XVIIIe siècle). Commented by Paul Martin-Dubost
- Poèmes d'un voleur d'amour [Caurapancâsikâ] - Bilhana
- Poèmes de tous les jours [Ori ori no uta] - Makoto Ōoka
- Anthology commented by Makoto Ōoka
- Poèmes de Turkménie - Makhtoumkouli Firaqui
- Poèmes mystiques bengalis. Chants bâuls [Haramani]. Introduction and notes by Mahmud Shah Qureshi
- Poems - Bharati, Subramania. Introduction and notes by Prema Nandakumar
- Poems - Bhartrihari
- Poems by Faiz - Faiz, Faiz Ahmed. Introduction and notes by V. G. Kiernan
- Poems from Black Africa
- Poems from Korea. From the Earliest Era to the Present. Selected by Peter H. Lee; foreword by Norman Holmes Pearson.
- Poems from the Divan - Khushal Khan Khattak
- Poems of Love and War. From the Eight Anthologies and the Ten Long Poems of Classical Tamil. Selected by A. K. Ramanujan
- Poems of Solitude: Juan Chi, Pao Chao, Wang Wei, P'ei Ti, Li Ho and Li Yü
- Poems of the Late T'ang. Introduction by A. C. Graham
- Poesía Cubana. Con un mismo fuego. Selection by Aitana Alberti
- Poesía sueca contemporánea. Selection by F. J. Uriz
- Poesía ucraniana del siglo XX. Una iconografía del alma. Selection and introduction by Iury Lech
- Poésie 1961-1970. Requiem pour un gentilhomme. La valse des reptiles [Requiem para un gentilhombre. El vals de los reptiles] - Scorza, Manuel
- Poésie complète, poèmes en prose, nouvelles - Obstfelder, Sigbjørn
- Poésie d'Afrique au sud du Sahara 1945-1995
- Poésie d'Afrique du Sud
- Poésie de Grèce. Anthologie, 1945-1985
- Poésie du Mexique. Introduction by Jean-Clarence Lambert
- Poésie espagnole 1945-1990
- Poésie totale - Aleixandre, Vicente. Foreword by Roger Noël-Mayer
- Poésie uruguayenne du XXe siècle. Introduction by Fernando Ainsa
- Poésies - Pascoli, Giovanni. Preface by Edmond Barincou
- Poésies - Silva, José Asunción. Foreword by Fernando Ainsa
- Poet of the Sikhs - Vir Singh, Bhai. Introduction by Harbans Singh and Yann Lovelock
- Poète des deux rives - Stétié, Salah
- Poètes wallons d'aujourd'hui. Selection by Maurice Piron
- Poetic Heritage - Igbo Traditional Verse. Introduction by Romanus N. Egudu and Donatos I. Nwoga
- Poetry from Bengal. Delta Rising: An Anthology of Modern Bengali Poetry
- Poetry of Soviet Ukraine's New World: An Anthology
- Points d'exclamation. Anthologie de la poésie croate contemporaine - Tonko Maroevic
- Por debajo del sueño: antología poética (1962-1982) - Bergamín, José
- Post-scriptum et autres nouvelles - Schukschin, Wassili
- Pourquoi le concombre ne chante-t-il pas ? Poésies polonaises pour enfants. Selection by Zofia Bobowicz
- Prawo morza [Chemmeen] - Pillai, T. Sivasankara
- Premières histoires [Primeiras estórias] - Guimarães Rosa, João
- Prenn Drifting [Prenn Ferenc hányatott élete] - Lengyel, József
- Principes d'une science nouvelle relative à la nature commune des nations [La scienza nuova] - Vico, Giambattista. Introduction, notes and index by Fausto Nicolini
- Printemps de cendre - Tamer, Zakarya
- Prisonniers des glaces : les expéditions de Willem Barentsz (1594-1597) - Veer, Gerrit de. French edition established and annotated by Xavier de Castro from Dutch, English, and French archives.
- Problemski Hotel [Problemski Hotel] - Verhulst, Dimitri
- Psalms of the Early Buddhists [Thera-theri-gatha]
- Psaumes du pèlerin [Toukaramche Abhang] - Tukaram. Introduction and commentaries by G. A. Deleury
- Psychic Spoor [Psychic Spoor] - Sakutarô, Hagiwara
- Puranas. Ancient Indian Tradition and Mythology

## Q
- Qasa'ed lilhoreya wa elhayat [Poèmes de la liberté et de la vie] - Ritsos, Iannis. Preface by Moncef Ghachem
- Quick Quick Said the Bird [Fljótt fljótt, sagói fuglinn] - Vilhjalmsson, Thor
- Quincas Borba - Machado de Assis, Joaquim Maria. Introduction by Roger Bastide
- Quince siglos de poesía árabe. Antología: Poesía clásica oriental; poesía arábigo andaluza; poesía árabe actual. Selection by P. Martinez Montavez; illustrations by M. Rodriguez Acosta

## R
- Race de bronze [Raza de bronce] - Arguedas, Alcides. Foreword by André Maurois
- Racici [Chemmeen] - Pillai, T. Sivasankara
- Racines du Brésil [Raizes do Brasil] - Buarque de Holanda, Sérgio. Foreword by Antonio Candido
- Râdhâ au lotus et autres nouvelles [Rai kamal] - Bandyopadhyay, Tarashankar. Introduction by France Bhattacharya
- Raja Lear [King Lear] - Shakespeare, William
- Randonnée aux sites sublimes [Xu Xiake Youji] - Xu Xiake. Introduction by Jacques Dars
- Rashomon et autres contes [Rashomon] - Akutagawa, Ryûnosuke. Forewords by Arimasa Mori and Claude Roy
- Rats' Nests - Sakutarō, Hagiwara
- Récits d'une vie fugitive. Mémoires d'un lettré pauvre Fou-cheng lieou-ki - Chen Fou. Foreword by Paul Demiéville
- Reconstruire la pensée religieuse de l'Islam [The reconstruction of religious thought in Islam] - Iqbal, Mohammad. Foreword by the author; preface by Francis Lamand
- Records of the Grand Historian of China [Shih-Chi] - Ssu-ma Ch'ien. Selected by Burton Watson
- Records of the Historian; Chapters from the Shih-Chi of Ssu-ma Ch'ien - Ssu-ma Ch'ien
- Reflections on Things at Hand. The Neo-Confucian Anthology Compiled by Chu Hsi and Lü Tsu-Ch'ien [Chin-ssu lu]. Notes by Wing-tsit Chan
- Regard sur le temps des Soufis : vie des saints du sud marocain des Ve, VIe siècles de l'Hégire [Al-Tachawwuf ilâ rijâl al-Tas'awwuf] - Al Tâdilî, Ibn al Zayyât. Selection, notes and introduction by Ahmed Toufiq
- Relations des ambassadeurs vénitiens [Relazioni degli ambasciatori veneti]
- Selection and introduction by Franco Gaeta
- Rendez-vous avec les années oubliées [Stevnemøte med glemte år] - Hoël, Sigurd. Introduction by Alfred Jolivet
- Representative Plays of Florencio Sánchez - Sánchez, Florencio
- Retour au pays [Kikyo] - Osaragi, Jiro
- Révolution aux Philippines [El Filibusterismo] - Rizal, José. Preface by Daniel Pageaux
- Reynart le Goupil [Van den vos Reynaerde]. Introduction by E. Rombauts
- Rien qu'une autre année. Anthologie poétique 1966-1982 - Darwish, Mahmoud
- River Mist and Other Stories [Kawagiri] - Kunikida, Doppo
- Rocky Shores. An Anthology of Faroese Poetry. Compiled, introduction and notes by George Johnston
- Romeo dan Julia [Romeo and Juliet] - Shakespeare, William
- Rosy Glasses and Other Stories [Nonki Megane] - Ozaki, Kazuo. Introduction by Robert Epp
- Rubayat/Robaiat - Rumi, Yalal ud-Din. Selection by Clara Janés and Ahmad Taherí; preface by Clara Janés; calligraphy by Mehdi Garmrudi
- Rubén Darío - Darío, Rubén
- Rue Peña Pobre [De Peña Pobre] - Vitier, Cintio. Introduction by Maria Poumier
- Ruh al-Sharai [De l'esprit des lois] - Montesquieu, Charles de Secondat de

## S
- Sacred Hope [Sagrada esperança] - Neto, Agostinho. Foreword by Basil Davison; illus. by Henrique Abranches
- Sadiq aw al-qadar [Zadig ou la destinée] - Voltaire (François-Marie Arouet). Introduction and notes by Joseph Ghossoub
- Saiki Koi and Other Stories - Ogai, Mori
- Saison de fièvre [La Estación de fiebre] - Istarú, Ana
- Samak-e-Ayyar, tome I - Faramarz, ibn Khodadad
- Sampár [La peste] - Camus, Albert
- Sangam - Over Helden en Minnaars. Klassieke poëzie uit Zuid-India
- Sanskrit Love Poetry
- São Bernardo - Ramos, Graciliano
- Sarashina-Nikki. Introduction by Horst Hammitzsch
- Scavenger's Son [Thottiyude Makan] - Pillai, T. Sivasankara
- Schneeland [Yukiguni] - Kawabata, Yasunari
- Select Poems of Pak Mogwol - Pak Mogwol. Introduction by Uchang Kim
- Selected Poems - Takagi, Kyozo. Introduction by James Kirkup and Michio Nakano
- Selected Poems and Texts - József, Attila
- Selected Poems of Jaime Torres Bodet - Torres Bodet, Jaime
- Selected Poems of Octavio Paz - Paz, Octavio
- Selection of African Prose
- Selection and introduction by W. H. Whiteley; preface by Chinua Achebe
- Selections from a Sung Dynasty Poet - Su Tung-P'o (Su-shih). Introduction by Burton Watson
- Selections from Ramacandrika - Keshavadasa
- Selections from the Sacred Writings of the Sikhs [Adi Granth]. Revised by George S. Fraser; introduction by Sarvepalli Radhakrishnan; foreword by Arnold J. Toynbee
- Seven Works of Vasubandhu. The Buddhist Psychological Doctor - Vasubandhu
- Shinkokinwakashu
- Shoji: Antologi Cherpen Jepun
- Shrikanto - Sharat Chandra Chattopadhyay. Introduction by Jean Tipy
- Siberia: A Poem - Sutzkever, Abraham. Introduction by Jacob Sonntag; letter and drawings by Marc Chagall
- Sindbad ou la nostalgie [Szindbád] - Krudy, Gyula. Preface by Jean-Luc Moreau
- Singularité d'une jeune fille blonde et autres contes [Os contos] - Eça de Queiros, José Maria. Foreword by Jacques Alibert Thiériot
- Sipurim Yapaniyim Bnei Zmareinu
- Six Poets of Modern Greece: C. P. Cavafy, Anghelos Sikelianos, George Seferis, D. I. Antoniou, Odysseus Elytis, Nikos Gatsos
- Sjeik Abdullah en de Bloemen [Hikayat Merong Mahawangsa]. Preface by H. M. J. Maier
- Snow Country [Yukiguni] - Kawabata, Yasunari
- Snow Country [Yukiguni. Thousand Cranes Senbazuru] - Kawabata, Yasunari
- So That You Can Know Me: An Anthology of Pakistani Women Writers
- Sois bon jusqu'à la mort [Légy jó mindhalálig] - Móricz, Zsigmond
- Soleil en instance [As-Shams fi youm ghaim] - Mina, Hanna
- Soleil et vent [Al sole e al vento] - Quarantotti-Gambini, Pier Antonio. Preface by André Pieyre de Mandiargues
- Solo al atardecer - Orten, Jirí. Introduction and notes by Clara Janés
- Son visage est patrie - Al-Ali, Fatima # web
- Son visage est patrie - Al-Ali, Fatima
- Song Offering Gitanjali - Tagore, Rabindranath. Introduction by W. B. Yeats
- Songs for the Bride. Wedding Rites of Rural India
- Songs of Kṛṣṇa (Chandidas, Jayadeva, Vidyapati, Mirabai and others)
- Songs of Meera. Lyrics in Ecstasy - Mirabai
- Songs of the Bards of Bengal. Introduction and notes by Deben Bhattacharya
- Songs of the Dragons Flying to Heaven. A Korean Epic [Yongbi Och'ôn-ga]
- Songs of the Flying Dragons. A Critical Reading [Yongbi Ôch'ôn-ga]
- Sonorités pour adoucir le souci : poésie traditionnelle de l'archipel malais. Notes by Georges Voisset
- Sourcebook of Korean Civilization
- Sources of Chinese Tradition. Introduction to Oriental Civilization. Compiled by DeBary, William Theodore, Wing-tsit Chan and Burton Watson
- Sources of Japanese Tradition. Comp. by Tsunoda, Ryūsaku; DeBary, William Theodore; Keene, Donald et al.
- South African Literature in Transition. Preface by Ingrid de Kok
- South African Short Stories. From 1945 to the Present
- Souvenirs d'enfance [Chhelebela] - Tagore, Rabindranath
- Souvenirs de misère. Mémoires de la comtesse emprisonnée Léonore Christine [Jammers Minde] - Léonore Christine. Introduction and notes by Éric Eydoux
- Souvenirs de province [Recuerdos de provincia] - Sarmiento, Domingo Faustino. Introduction by Marcel Bataillon
- Spasmes d'une révolution [Rojan revolusi] - Ramadhan, K. H. Preface by Denys Lombard
- Speaking of Siva. Introduction by A. K. Ramanujan
- Spiritual Guide to the Jewel Island/Geistiger Führer zur Juweleninsel/Nor bu'i gling du bsgrod pa'i lam yig - Konchog Tänpä Dönmé
- Spring Night [Värnatt] - Vesaas, Tarjei
- Spring Snow [Haru no yuki] - Mishima, Yukio
- Stolen Fire. Selected Poems - Levchev, Lyubomir. Foreword by John Balaban; illus. by Jacqueline Crofton
- Stories from a Ming Collection. Translations of Chinese Short Stories Published in the 17th Century [Ku chin hsiao shuo]. Compiled by Fêng Mêng-lung
- Stories of Osaka Life - Oda, Sakunosuke
- Sudha (Nectar): Contemporary Telugu Poetry - Chalam
- Sweet Prince [Dyre Prins] - Kihlman, Christer
- Sweetwater [Uår] - Faldbakken, Knut

## T
- Tabaré - Zorrilla de San Martín, Juan. Adapted by Jules Supervielle
- Tabaré: An Indian Legend of Uruguay - Zorrilla de San Martín, Juan
- Taiheiki
- Tale of the Disorder in Hogen [Hogen monogatari]
- Tales of Moonlight and Rain [Ugetsu Monogatari] - Akinari, Ueda
- Tarikh es-Soudan - Es-Sa'di, Abderrahman Ben Abdallah Ben'Imran Ben'Amir
- Temps de sable - Kadiiski, Kiril
- Tèvié le laitier [Tewje der milchiger] - Scholem Alejchem (Rabinowitz Shalon)
- Textes sacrés d'Afrique noire. Selection and introduction by Germaine Dieterlen; preface by Amadou Hampâté Bâ
- Textes sacrés et textes profanes de l'ancienne Égypte. I - Des pharaons et des hommes. Preface by Pierre Grimal
- Textes sacrés et textes profanes de l'ancienne Égypte. II - Mythes, contes et poésie. Preface by Pierre Grimal
- That Far-Off Self. The Collected Poetry of Maruyama Kaoru [Amanojaku] - Maruyama, Kaoru. Introduction by Robert Epp
- The Actors' Analects [Yakusha rongo]. Introduction and notes by C. J. Dunn and Bunzo Torigoe
- The Adventures of Hir and Ranjha [Hir Ranjha] - Waris Shah
- The Arsonist [Zhár] - Hostovský, Egon
- The Art of War - Sun Tzu. Introduction by Samuel B. Griffith; foreword by Basil H. Liddell Hart
- The Autobiography of Yukichi Fukuzawa [Fukuo Jiden] - Fukuzawa, Yukichi. Preface by Carmen Blacker
- The Ayodhya Canto of the Ramayana as Told by Kamban - Kamban
- The Balavariani. Barlaam and Josaphat. Introduction by Ilia V. Abuladze
- The Bamboo Grove. An Introduction to Sijo
- The Beggar [Ho zetianos] - Karkavitsas, Andreas. Appendix by P. D. Mastrodemetres
- The Beginnings of Indian Philosophy. Selections from the Rigveda, Atharvaveda, Upanishads and Mahabharata. Introduction, notes and glossarial index by Franklin Edgerton
- The Birth-Stories of the Ten Bodhisattvas and the Dasabodhisattuppattikatha
- The Bleaching Yard [Bleikeplassen] - Vesaas, Tarjei
- The Bodhisattva or Samantabhadra [Fugen] - Ishikawa, Jun. Introduction and critical essay by William J. Tyler
- The Book of Government or Rules for Kings [Siyar al-Muluk, Siyasat-nama] - Nizam Al-Mulk (Abu Ali Hasan ibn Eshagh al-Tusi)
- The Book of Lieh-tzu - Lieh-tzu
- The Book of Lord Shang - Kung-sun Yang. Introduction and notes by J. J. L. Duyvendak
- The Book of the Discipline [Vinaya-pitaka. Vol. VI: Parivara]
- The Broken Commandment [Hakai] - Shimazaki, Toson
- The Buddha Tree [Bodaiju] - Niwa, Fumio
- The Cheapest Nights and Other Stories [Arkhas Layali] - Idris, Yusuf
- The Clarifer of the Sweet Meaning [Madhuratthavilasini] - Buddhadatta Thera
- The Colour of the Weather. An Anthology of Walloon Poetry. Selection by Yann Lovelock
- The Complete Poems of Michelangelo - Buonarroti, Michel Angelo. Trans. in verse from the Italian, notes and introduction by J. Tusiani
- The Complete Works of Chuang Tzu - Chuang Tzu
- The Complete Works of Han Fei Tzu - Han Fei Tzu. Introduction, notes and index by W. K. Liao
- The Confederates and Hen-Thorir [Bandamanna Saga and Hænsa-Póris Saga]
- The Confessions of Lady Nijo [Towazugatari] - Nijo
- The Cross and the Sword [Enriquillo] - Galván, Manuel de Jesús
- The Curly-horned Cow: Anthology of Swiss-Romansh Literature. Preface, bibliography and notes by Reto R. Bezzola
- The Deadbeats [De Ontaarde Slapers] - Ruyslinck, Ward
- The Decade of Panipat, 1751-1761
- The Descendants of Cain - Hwang Sun-won
- The Devil's Instrument and other Danish Stories. Introduction by Elias Bredsdorff
- The Devil's Pit and Other Stories [Sub Terra] - Lillo, Baldomero
- The Dhammapada. The Sutta-Nipata
- The Early Lyrics, 1941-1960 - So Chong-ju
- The Epic of the Kings [Shah-Nama] - Ferdowsi
- The Expanse of Green/Hajm-i Sabz - Sepehry, Sohrab
- The Factory Ship [Kani kosen. The Absentee Landlord Fuzai jinushi] - Kobayashi, Takiji
- The Family [Ie] - Shimazaki, Toson. Introduction by Cecilia Segawa Seigle
- The Fosho-Hing-Tsan-King, a Life of Buddha
- The Gaucho Martín Fierro [El gaucho Martín Fierro] - Hernández, José
- The Gift of a Cow [Godaan] - Premchand, Dhanpat Rai
- The Gift of a Cow [Godaan] - Premchand, Dhanpat Rai (Braille edition.)
- The Gossamer Years. The Diary of a Noblewoman of Heian Japan [Kagero-no Nikki]
- The Grihya-Sutras; Rules of Vedic Domestic Ceremonies
- The Hatched [Baltagul] - Sadoveanu, Mihail
- The Hermit and the Love-thief. Sanskrit Poems of Bhartrihari and Bilhana - Bhartrihari; Bilhana
- The Hye Ch'o Diary. Memoirs of the Pilgrimage to the Five Regions of India - Hyecho
- The Hymns of Guru Nanak - Nanak
- The Ice Palace [Is-slottet] - Vesaas, Tarjei
- The Ilahi-nama or Book of God - Attar, Farid al-Din. Foreword by Annemarie Schimmel
- The Incident at Sakai and Other Stories [Sakai Jiken] - Ogai, Mori
- The Incoherence of the Incoherence [Tahafut al-Tahafut] - Averroës (Ibn Rushd). Introduction and notes by Simon van den Bergh
- The Indian Heritage. An Anthology of Sanskrit Literature. Selected by V. Raghavan; foreword by Rajendra Prasad
- The Interior Landscape. Love Poems from a Classical Tamil Anthology [Kuruntokai]
- The Jataka or Stories of the Buddha's Former Birth [Jatakas]
- The Korean Approach to Zen. The Collected Works of Chinul - Chinul. Introduction by Robert E. Buswell Jr.
- The Lake [Mizuumi] - Kawabata, Yasunari
- The Lamplighter [Il-kebbies Tal-Fanali] - Buttigieg, Anton. Introduction by Nicholas Monsarrat
- The Land and the Flesh [Na Kmetih] - Potrc, Yvan
- The Last Romantic: Mihail Eminescu - Eminescu, Mihail
- The Lava of this Land: South African Poetry 1960-1996
- The Laws of Manu
- The Letter of Tansar - Tansar
- The Life and Teaching of Naropa
- The Life of an Amorous Woman and Other Writings [Koshoku ichidai onna] - Ihara, Saikaku
- The Life of Ismail Ferik Pasha. Spina nel Cuore. [O vios tou Ismail Ferik Passa] (Das Leben des Ismail Ferik Pascha) - Galanaki, Rea. Foreword by Kay Cicellis
- The Living on the Dead [Hahay Al Hamet] - Megged, Aharon
- The Lord of the Meeting Rivers. Devotional Poems - Basavanna. Introduction and postscript by Kamil V. Zvelebil
- The Lord of the Panther-Skin. Romance of Chivalry [Vep'khistqaosani] - Rustaveli, Shota
- The Makioka Sisters [Sasame yuki] - Tanizaki, Junichirô
- The Man who Turned into a Stick. Three Related Plays [Bo ni natta otoko] - Kōbō, Abe
- The Man’yōshū. Foreword by Donald Keene
- The Manyoshu
- The Minor Anthologies of the Pali Canon. III. Chronicle of Buddhas [Buddhavamsa. Basket of Conduct Cariyapitaka]
- The Minor Anthologies of the Pali Canon. IV. Vimanavatthu: Stories of the Mansions. Petavatthu: Stories of the Departed
- The Mirror of the Sky. Songs of the Bauls from Bengal. Introduction and notes by Deben Bhattacharya
- The Mishnah. Oral Teaching of Judaism [Hamishna Torah Shebeal-pé]. Selected by Eugene J. Lipman
- The Nazirean Ethics [Akhlaq-i Nasiri] - Tusi Das, Nazir ad-Din
- The Noh Drama. Ten Plays. Selected by Nippon Gakujutsu Shinkokai
- The Okagami. Great Mirror. A Japanese Historical Tale
- The Other Side [De andere kant] - Minco, Marga
- The Palace of Ice [Is-slottet] - Vesaas, Tarjei
- The Panchatantra
- The Parrot and the Starling [ukasaptati]
- The Petition to Ram. Devotional Hymns of the 17th Century [Vinaya patrika] - Tulsidas. Introduction, notes and glossary by F. R. Allchin
- The Pillow Book [Makura no Soshi] - Sei Shōnagon
- The Pitaka-Disclosure [Petakopadesa]
- The Prisoner [Bandi'wan] - Zaman, Fakhar
- The Puppet's Tale [Putul Nacher Itikhata] - Bandyopadhyay, Manik
- The Quilt and Other Stories [Futon] - Kataï, Tayama. Introduction by Kenneth G. Henshall
- The Rainy Spell and other Korean Stories. Introduction and notes by Suh Ji-moon
- The Rainy Spell and other Korean Stories
- The Rasikapriya. Modern Hindi Short Stories - Keshavadasa
- The Renunciation [La renuncia del héroe Baltasar] - Rodríguez Julía, Edgardo
- The Road to Freedom - Milev, Geo. Preface by Leda Mileva; introduction by Toncho Zhechev
- The Romance of the Western Chamber [Hsi-Hsiang Chi]
- The Roof Tile of Tempyo [Tempyo no iraka] - Inoué, Yasushi
- The Ruba'iyat - Khayyam, 'Umar. Introduction by Parichehr Kasra
- The Rules and Regulations of the 'Abbasid Court [Rusum Dar Al-Khilafah] - Al-Sabi' Hilal. Introduction and notes by Elie A. Salem
- The Sacred Books of China. The Texts of Taoism
- The Saddharma-Pundarika, or the Lotus of the True Law
- The Samurai [Samurai] - Endo, Shusaku
- The Satapatha-Brahmana According to the Text of the Madhyandina School
- The Satasai - Bihari. Introduction by Krishna P. Bahadur
- The Sea and Poison [Umi to dokuyaku] - Endo, Shusaku
- The Sephardic Tradition. Ladino and Spanish-Jewish Literature [Hammassoret jasséphardith]. Selected by Moshe Lazar
- The Seven Madmen [Los siete locos] - Arlt, Roberto
- The Sheaf of Garlands of the Epochs of the Conqueror [Jinakalamali pakaranam]
- The Ship of Sulaiman [Safina'i Sulaimani]
- The Shore and the Wave [Aisi Bulandi Aisi Pasti] - Ahmad, Aziz
- The Sijo Tradition
- The Silver Spoon [Gin no saji] - Kansuke, Naka
- The Sound of the Mountain [Yama no oto] - Kawabata, Yasunari
- The Sound of Waves [Shiosai] - Mishima, Yukio
- The Star and Other Korean Short Stories. Preface and notes by Agnita Tennant
- The Story of Kieu/Truyên Kiêu - Nguyên Du. Notes by Lê Cao Phan; foreword by Pham Quât Xá
- The Successors of Genghis Khan [Extracted from Jami' Al-Tawarikh] - Tabib, Rashid al-Din
- The Swordfish [De Zwaardvis] - Claus, Hugo. Introduction by Ruth Levitt
- The Tale of Genji [Genji monogatari] - Murasaki, Shikibu
- The Tale of the Lady Ochikubo: A Tenth-Century Japanese Novel [Ochikubo monogatari]
- The Tales of Marzuban [Marzuban-nama] - Warawini
- The Tarikh-e Sistan
- The Teaching of Vimalakirti [Vimalakírtinirdesa]
- The Temple of the Golden Pavilion [Kinkakuji] - Mishima, Yukio. Introduction by Nancy Wilson Ross
- The Tevye Stories and Others - Aleichem, Cholem (Rabinowitz Shalon)
- The Three-cornered World [Kusamakura] - Natsume, Soseki
- The Tower at the Edge of the World. A Poetic Mosaic Novel about my Earliest Youth [Tärnet ved Verdens Ende] - Heinesen, William
- The Twilight Years [Kokotsu no hito] - Ariyoshi, Sawako
- The Underdogs [Los de abajo] - Azuela, Mariano
- The Uprising [Rascoala] - Rebreanu, Liviu
- The Vigil [Jagari] - Bhaduri, Satinath
- The Voices of the Dead [Opera dos mortos] - Dourado, Autran
- The Vortex Family [La famille Vortex] - Métellus, Jean. Introduction by Michael Richardson
- The Way and its Power: A Study of the Tao Tê Ching and its Place in Chinese Thought - Lao-tzu # Arthur Waley
- The Weary Generations [Udas Naslein] - Hussein, Abdullah
- The Winged Darkness and Other Stories [Det vingede Mørke] - Heinesen, William. Introduction and notes by Hedin Brønner
- The Wisdom of the Sasanian Sages [Denkard VI] - Aturpat-i Emetan
- The Wisdom of the Tamil People. Translated Selections from their Ancient Literature
- The Wisdom of the Throne [al-Hikmat al-'Arshiya] - Mulla, Sadra. Introduction by James Winston Morris
- The Woman in the Dunes (Die Frau in den Dünen) [Suna no onna] - Kōbō, Abe
- The World of Premchand. Short Stories - Premchand, Dhanpat Rai
- The Year of the Hare [Jäniksen Vuosi] - Paasilinna, Arto
- Théâtre choisi : Grabuge à Chioggia, Les rabat-joie, L'amant militaire, Les amoureux, L'éventail - Goldoni, Carlo. Introduction by Silvio d’Amico
- Théâtre hongrois d'aujourd'hui. Dix pièces - Dix auteurs - E. Illés; G. Illyés; G. Páskándi; I. Sarkadi; I. Örkény; K. Szakonyi; F. Karinthy; L. Gyurkó; L. Németh; M. Hubay. Introduction by P. Nagy
- Théâtre latino-américain contemporain - Asturias, Miguel Ángel; Carlos José Reyes; Egon Wolff; Emilio Carballido; Enrique Solari Swayne; Griselda Gambaro; José Ignacio Cabrujas; José Triana; Luis Rafael Sánchez; Nelson Rodrigues; Ricardo Prieto. Introduction by Osvaldo Obregón, translated from the Spanish by Albert Bensousan
- Theatre of Memory. The Plays of Kalidasa - Kalidasa
- They Sing Life - Anthology of Oral Poetry of the Primitive Tribes of India - Sitakant Mahapatra
- They Sing Life. Anthologie of Oral Poetry of the Primitive Tribes of India - Sitakant Mahapatra
- They Were Counted from The Writing on the Wall [Erdélyi Törtenét The Transylsvanian Trilogy, Book One] - Bánffy, Miklós. Foreword by Patrick Leigh Fermor
- Thickhead and Other Stories - Taner, Haldun
- Thousand Cranes [Senbazuru] - Kawabata, Yasunari
- Three Contemporary Japanese Poets: Anzai Hitoshi, Shiraishi Kazuko, Tanikawa Shuntarō. Introduction by Graeme Wilson and Atsumi Ikuko
- Three Days and a Child [Shlosha Yamin Veyeled] - Yehoshua, A. B.
- Three Mughal Poets: Mir, Sauda, Mir Hasan
- Three Short Commentaries on Aristotle's 'Topics', 'Rhetoric', and 'Poetics'/Scharh - Averroës (Ibn Rushd)
- Thupavamsa
- Tjalong Arang. Volksverhalen en legenden van Bali. Preface by C. Hooykaas
- Todos los cuentos - Quiroga, Horacio. Foreword by Abelardo Castillo
- Tokyo Express [Ten to sen] - Matsumoto, Seicho
- Told Round a Brushwood Fire. The Autobiography of Arai Hakuseki [Oritaku Shiba no ki] - Hakuseki, Arai. Introduction and notes by Joyce Ackroyd
- Tony the Sailor's Son [Toni tal-Bahri] - Buttigieg, Anton
- Tovar : origines et croyances des Indiens du Mexique - Tovar, Juan de. From the the John Carter Brown Library manuscript, established by Jacques Lafaye
- Tradiciones peruanas - Palma, Ricardo. Foreword by Alfredo Bryce-Echenique
- Traditional Korean Theatre. Introduction by Oh’kon Cho
- Traditions poétiques et musicales juives en Occident musulman - Zafrani, Haïm
- Trash [A Bagaceira] - Almeida, José Américo de
- Travels in America Deserta and Other Poems/Viajes por América desierta y otros poemas - Ferlinghetti, Lawrence. Introduction by Esteban Moore
- Travels in my Homeland [Viagens na minha terra] - Garrett, Almeida. Introduction by John M. Parker
- Travels. A Selection [Viajes en Europa, Africa y América] - Sarmiento, Domingo Faustino
- Tree without Roots [Lal Shalu] - Waliullah, Syed
- Treelike. The Poetry of Kinoshita Yuji - Yuji, Kinoshita. Preface by Ooka Makoto
- Trésor de la poésie universelle
- Trieste et un poète [extraits de Il canzoniere] - Saba, Umberto. Introduction by Georges Mounin
- Twenty Plays of the No Theatre
- Twilight Country [Aftenlandet] - Faldbakken, Knut
- Twisted Memories. Collected poetry - Kinoshita, Yûji
- Two Tamil Folktales: The Story of King Matanakama; The Story of Peacock Ravana

## U
- Ulysse bras attachés et autres poèmes [Kollari bagli Odysseus] - Anday, Melih Cevdet. Foreword by Sabahattin Eyuboglu
- Umrao Jan Ada (The Courtesan of Lucknow) - Ruswa, Mirza Mohammad Hadi
- Un amour indien [Chemmeen] - Pillai, T. Sivasankara
- Un catalogue de vieilles automobiles [Hojeando un catálogo de viejos automobiles] - Fernández-Moreno, César. Foreword by René Depestre
- Un demi-siècle de poésie. Anthology of poetry 1900-1950
- Un étrange voyage. Poèmes épiques, poèmes lyriques [Saman sarisi] - Hikmet, Nâzim
- Un monde divisé pour tous. Les pauvres/Un mundo para todos dividido. Los pobres - Sosa, Roberto. Preface by Joaquin Medina Oviedo
- Un poème, un pays, un enfant - Lorraine, Bernard. Preface by Claudie Haigneré
- Un violon sur le toit [Tewje der milchiger] - Aleichem, Cholem (Rabinowitz Shalon)
- Une histoire d'amour [Racconto d'amore] - Quarantotti-Gambini, Pier Antonio
- Une maisonnette au bord de la Vistule et autres nouvelles du monde yiddish
- Une vie paria : le rire des asservis (Pays tamoul, Inde du Sud) - Viramma. Texts collected, translated and annotated by Josiane Racine and Jean-Luc Racine
- Upanishaden
- Upanishads du yoga. Notes by Jean Varenne

## V
- Vallabhacarya or the Love Games of Kṛṣṇa; Commentary on Bhagavatapurana. Preface and notes by James D. Redington
- Vaste recueil de légendes merveilleuses [Truyên ky man Luc] – Nguyên Du
- Vedic Hymns
- Vers libres [Versos libres] – Martí, José. Prologue by Cintio Vitier
- Vers une éducation de la culture, esthétisme et création d’un esprit éthique au Brésil – Vieira de Mello, Mário
- Via nova – Dante Alighieri. Introduction, notes and appendix by André Pézard
- Viajes por América desierta y otros poemas/Travels in America deserta and other poems – Ferlinghetti, Lawrence. Introduction by Estaban Moore
- Viajes por Europa, África y América, 1845–1847 – Sarmiento, Domingo Faustino
- Vie d’une amie de la volupté [Kôshoku ichidai onna] – Ihara, Saikaku. Preface and notes by Georges Bonmarchand
- Vie et chants de ’Brug-pa Kun-legs le yogin
- Vie et passion d’un gastronome chinois [Meishijia] – Lu Wenfu. Preface by Françoise Sabban
- Vier Upanishaden
- Víga-Glúms saga. With the Tales of Ögmund Bash and Thorwald Chatterbox
- Vinaya Texts
- Viramma: Life of an Untouchable – Racine, Jean-Luc; Racine, Josiane; Viramma. Texts collected, translated and annotated by Josiane Racine and Jean-Luc Racine.
- Virtuous Women. Three Masterpieces of Traditional Korean Fiction [Kuunmong, Inhyôn Wanghu chôn, Ch'unhyang ka]
- Vis and Ramin – Gurgani, Fakhr ud-Din
- Vita sexualis [Vita sekusuarisu] – Ogai, Mori. Preface by Étiemble
- Vita sexualis, El aprendizaje de Shizu – Ogai, Mori
- Voices of the Dawn. A Selection of Korean Poetry from the Sixth Century to the Present Day. Introduction by Peter Hyun
- Voyage curieux au río de la Plata (1534–1554) – Schmidel, Ulrich. Preface by Juan Archibaldo Lanús
- Voyage de noces [Perdjalan penganten] – Rosidi, Ajip
- Voyages d’Ibn Battûta [Rihla] – Ibn Battûta. Preface by Vincent Monteil
- Voyages dans mon pays [Viagens na Minha Terra] – Garrett, Almeida. Introduction and notes by Michelle Giudicelli
- Voyages en Afrique noire (1455/1456) [Le navigazioni atlantiche del veneziano Alvise da Mosto] – Ca’da Mosto, Alvise. Translation and notes by Frédérique Verrier # web

## W
- War with the Newts [Válka s mloky] – Capek, Karel
- When I Whistle [Kuchibue wo fuku toki] – Endo, Shusaku
- Wild Bapu of Garambi [Garambica Bapu] – Pendse, Shripad Narayan
- Wild Tales [Divi razkazi] – Haitov, Nikolai
- Wind Over Romsdal – Odegard, Knut
- Wonderful Fool [Obaka san] – Endo, Shusaku
- Words of Paradise. Poetry of Papua New Guinea. Preface by Ulli Beier; illus. by Georgina Beier

## Y
- Yaka - Pepetela (Santos, Artur Carlos Maurício Pestana dos)
- Yayá Garcia - Machado de Assis, Joaquim Maria
- Years Like Brief Days [Los años pequeños días] - Dobles, Fabián
- Yo, el Gato - Natsume, Soseki. Introduction by Jesús González Valles
- Yoshitsune. A Fifteenth Century Japanese Chronicle. Introduction by Helen Craig McCullough
- Young Poets of a New Poland. An Anthology
- Young Poets of Germany. An Anthology. Introduction by Uwe-Michael Gutzschhahn # Contributors: Uwe-Michael Gutzschhahn, Raymond Hargreaves, Uwe-Michael Gutzschhahn, Uli Becker, Gerhard Bolaender, Volker Demuth, Stefan Doring, Durs Grünbein, Lioba Happel, Kerstin Hensel, Thomas Kade, Thomas Kling, Uwe Kolbe, Barbara Maria Kloos, Jan Koneffke, Brigitte Oleschinski, Bert Papenfuß-Gorek, Lutz Rathenow, Ralf Rothmann, Rainer Schedlinski, Hansjörg Schertenleib, Evelyn Schlag, Ludwig Steinherr, Sabine Techel, Hans-Ulrich Treichel, Peter Waterhouse, Bettina Wiengarn, Michael Wildenhain, Eva Christina Zeller
- Youssouf le taciturne [Kuycakli Yusuf] - Sabahattin Ali. Preface by Paul Dumont

## Z
- Zaini barakat - El Guitani, Gamal
- Zene ljubavi [Kôshoku Ichidai nna] - Ihara, Saikaku
- Zhuang-Zi - Zhuangzi